# Д₁
Д₁ — серия дизель-поездов, строившаяся в 1964—1988 годах венгерским заводом Ганц-МАВАГ (венг. Ganz–MÁVAG), Будапешт, по заданию Министерства путей сообщения для железных дорог СССР. Всего было построено 605 составов. Конструкционно Д1 являлись усовершенствованной версией дизель-поездов серии Д и отличались от последних прежде всего наличием более мощного дизельного двигателя, гидромеханической передачи и составностью, увеличенной на один прицепной вагон.
Начиная с 1964 года, дизель-поезда эксплуатировались на Горьковской, Донецкой, Московской, Львовской, Одесско-Кишинёвской, Октябрьской, Прибалтийской, Юго-Восточной железных дорогах для организации пригородного и местного пассажирского сообщения на неэлектрифицированных и частично электрифицированных участках, и являлись наряду с ДР1 одной из основных серий советских дизель-поездов. По состоянию на 2015 год на территории России больше не эксплуатируются. Эксплуатация продолжается на Одесской, Львовской, Донецкой и Молдавской железных дорогах.

## История создания и эксплуатации

### Предпосылки к появлению, предэксплуатационные испытания
Завод Ганц-МАВАГ являлся одним из основных поставщиков дизель-поездов для железных дорог СССР, наряду с Рижским вагоностроительным заводом. Первые венгерские дизель-поезда поступили в Советский Союз после Великой Отечественной войны в качестве репараций. В конце 1950-х — начале 1960-х годов Министерством путей сообщения был намечен курс на переход от паровой тяги к электрической и тепловозной, в связи с чем в 1960 году заводу Ганц-МАВАГ, с целью замены паровой тяги в пригородном движении на участках, не подлежащих в ближайшие годы электрификации, дизельной моторвагонной, был выдан заказ на выпуск трёхвагонных дизель-поездов серии Д. В ходе эксплуатации был выявлен их основной недостаток — недостаточная пассажировместимость. В связи с этим завод Ганц-МАВАГ в 1963 году приступил к параллельному выпуску четырёхвагонных дизель-поездов серии Д1 (дизель-поезда № 201—295 также имели внешний индекс «Д»). Выпуск дизель-поездов Д1 продолжался до 1988 года.
Поставки поездов в СССР осуществлялись при участии «Машиноимпорта» с 1964 по 1988 годы через пограничные станции Захонь и Чоп. Первая партия из пяти поездов поступила в Советский Союз в середине 1964 года, после чего была направлена для поднадзорной эксплуатации на Прибалтийскую железную дорогу. Последние поезда серии был поставлены в СССР в апреле 1988 года.
В сентябре 1964 года дизель-поезд № 202 был отправлен на проведение тягово-энергетических испытаний в ЦНИИ МПС. Наибольшая мощность была достигнута на пятой позиции контроллера машиниста при движении на второй ступени передачи со скоростью 83,5 км/ч и составила 1230 л. с. (84 % общей номинальной мощности двух дизелей), при этом был достигнут наибольший коэффициент полезного действия — 29,8 %.

### Производство
Выпуск дизель-поездов серии Д1 проходил в период с 1964 по 1988 годы. Всего было построено 605 поездов (номерной диапазон 201—805), 2540 вагонов (в том числе 1210 моторных и 1330 прицепных). Моторные вагоны дизель-поездов Д1 строились на заводе Ганц-МАВАГ, там же строились прицепные вагоны в диапазонах 201—205 и 661—685. Прицепные вагоны в диапазоне 206—660 (1964—1982) строились вагоностроительным заводом Rába Magyar Vagon- és Gépgyár, Дьер (Венгерская Народная Республика). После 1982 года (Д1−686) в рамках кооперации между странами СЭВ производство прицепных вагонов было переведено на завод Astra Vagoane, Арад (Социалистическая Республика Румыния). В диапазоне 581—640 (1976—1978) выпускались дополнительные прицепные вагоны с номерами 6 и 8. Данные по выпуску дизель-поездов серии Д1 по годам приведены в таблице:
| Год постройки | Вагонов на состав | Количество составов | Номера составов  | Количество вагонов (Мг / Пп) |
| ------------- | ----------------- | ------------------- | ---------------- | ---------------------------- |
| 1964          | 4                 | 15                  | 201—215          | 60 (30 + 30)                 |
| 1965          | 4                 | 40                  | 216—255          | 160 (80 + 80)                |
| 1966          | 4                 | 40                  | 256—295          | 160 (80 + 80)                |
| 1967          | 4                 | 40                  | 296—335          | 160 (80 + 80)                |
| 1968          | 4                 | 40                  | 336—345          | 160 (80 + 80)                |
| 1969          | 4                 | 45                  | 376—420          | 180 (90 + 90)                |
| 1970          | 4                 | 40                  | 421—460          | 160 (80 + 80)                |
| 1971          | 4                 | 30                  | 461—490          | 120 (60 + 60)                |
| 1972          | 4                 | 30                  | 491—520          | 120 (60 + 60)                |
| 1973          | 4                 | 20                  | 521—540          | 80 (40 + 40)                 |
| 1974          | 4                 | 20                  | 541—560          | 80 (40 + 40)                 |
| 1975          | 4                 | 20                  | 561—580          | 80 (40 + 40)                 |
| 1976          | 6                 | 20                  | 581—600          | 120 (40 + 80)                |
| 1977          | 6                 | 20                  | 601—620          | 120 (40 + 80)                |
| 1978          | 6                 | 20                  | 621—640          | 120 (40 + 80)                |
| 1979          | 4                 | 10                  | 641—650          | 40 (20 + 20)                 |
| 1980          | 4                 | 10                  | 651—660          | 40 (20 + 20)                 |
| 1981          | 4                 | 10                  | 661—670          | 40 (20 + 20)                 |
| 1982          | 4                 | 15                  | 671—685          | 60 (30 + 30)                 |
| 1983          | 4                 | 20                  | 686—705          | 80 (40 + 40)                 |
| 1984          | 4                 | 20                  | 706—725          | 80 (40 + 40)                 |
| 1985          | 4                 | 20                  | 726—745          | 80 (40 + 40)                 |
| 1986          | 4                 | 30                  | 746—775          | 120 (60 + 60)                |
| 1987          | 4                 | 20                  | 776—795          | 80 (40 + 40)                 |
| 1988          | 4                 | 10                  | 796—805          | 40 (20 + 20)                 |
| Всего         | 4                 | 605                 | 201—580, 641—805 | 2540 (1210 + 1330)           |
| Всего         | 6                 | 60                  | 581—640          | 2540 (1210 + 1330)           |

## Общие сведения

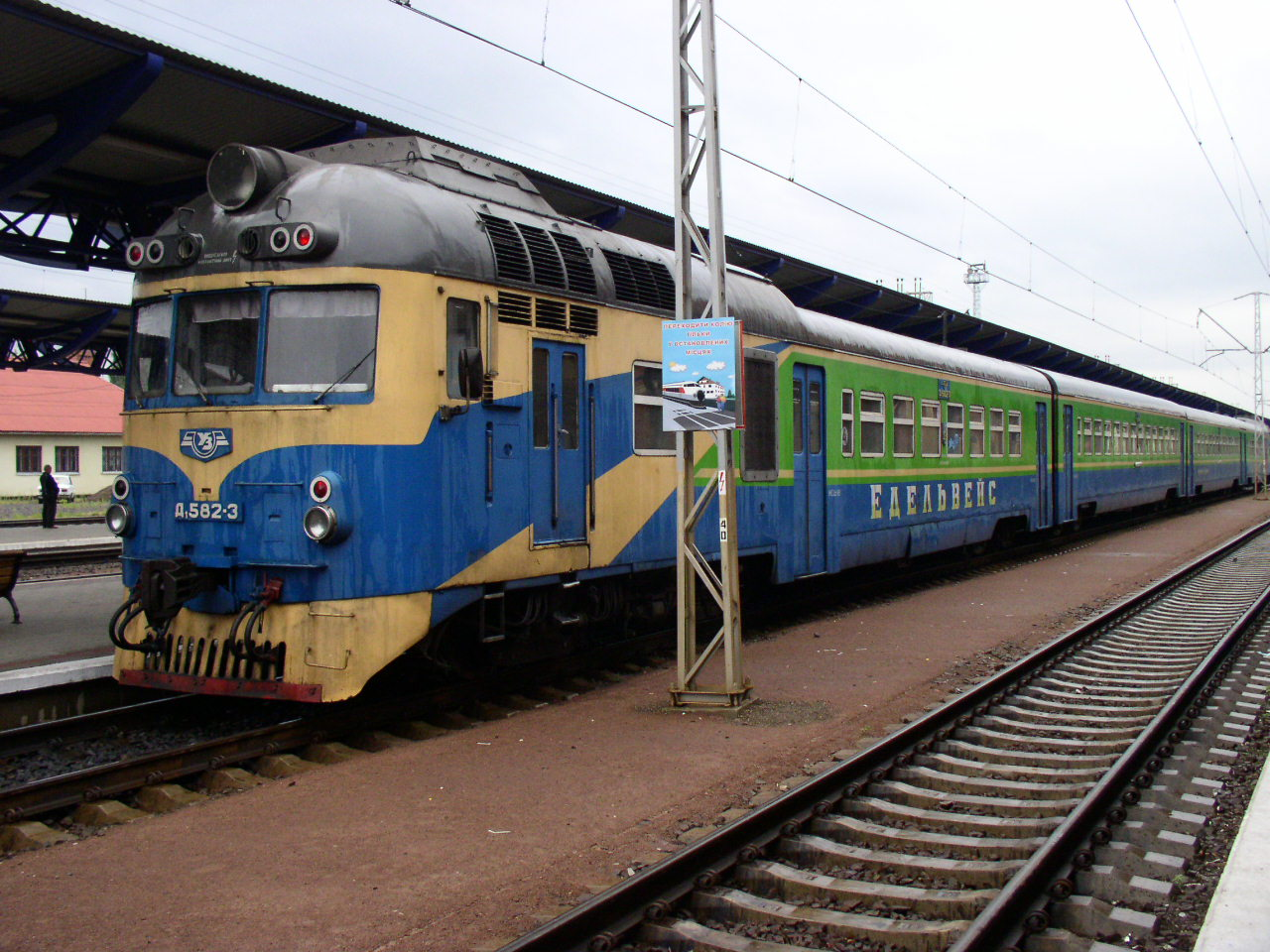
Дизель-поезд Д1-582 «Эдельвейс» Украинской ЖД

Дизель-поезда Д1 предназначены для пригородных пассажирских перевозок на неэлектрифицированных железнодорожных линиях колеи 1520 мм с низкими и высокими платформами.

### Составность
Дизель-поезд базовой составности состоит из двух головных моторных вагонов и двух промежуточных прицепных вагонов; также может эксплуатироваться в пятивагонной и шестивагонной составности с тремя и четырьмя прицепными вагонами. За одну учётную моторвагонную секцию четырёхвагонного поезда принимается один моторный и один прицепной вагон, шестивагонного — один моторный и два прицепных вагона. Предусмотрена эксплуатация двух соединённых дизель-поездов по системе многих единиц с управлением из одной кабины.

### Нумерация и маркировка

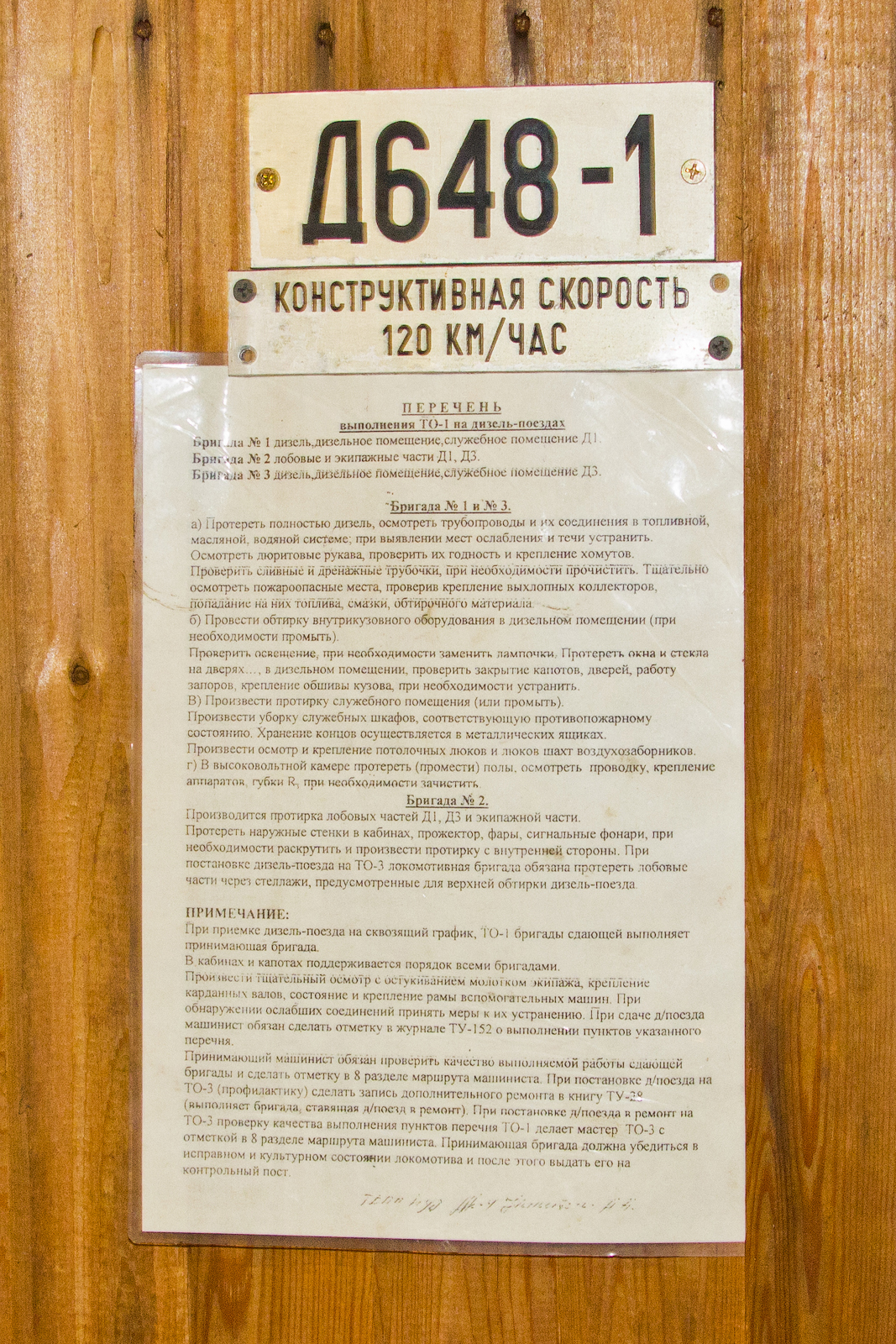
Таблички дизель-поезда Д_{1}−648 из кабины управления.

Дизель-поезда № 201—299 имели внешний индекс «Д». Индекс «Д1» стал указываться с поезда № 300, однако на внутривагонных табличках индекс «Д» указывался до конца выпуска. Номерные таблички помимо названия серии и номера состава содержат также номер вагона. При этом моторные головные вагоны одного поезда всегда получали нечётное номерное расширение (1, 3 и 5 (За всю историю выпуска выпущен один головной вагон с номером 5, взамен головного вагона, сгоревшего из-за заводского брака), а прицепные промежуточные — чётное (2 и 4, а в случае наличия в составе поезда дополнительных прицепных вагонов — также 6 и 8). Снаружи на торцевой части вагонов на уровне пола крепились также заводские таблички, содержащие год изготовления, а прицепных вагонов постройки Rába — также и заводской номер. На вагоны дизель-поездов наносились также восьмизначные коды. Первая цифра всегда равна 1, вторая кодирует тип подвижного состава (7, дизель-поезд), третья цифра — род службы (0, пассажирский). Четвёртая цифра означает: 2 — прицепной вагон до Д1−500, 3 — головной вагон до Д1−500, 4 — прицепной вагон с Д1−500, 5 — головной вагон с Д1−500. С пятого по седьмой знаки кодируют номер, восьмой — контрольный.

### Технические характеристики
Основные параметры для четырёхвагонного и шестивагонного дизель-поезда серии Д1:
| Параметр                                                       | Параметр                                                       | Состав                             | Состав                             | Вагон                              | Вагон              |
| Параметр                                                       | Параметр                                                       | 4 вагона                           | 6 вагонов                          | головной                           | промежуточный      |
| Осевая формула                                                 | в формате ЖД стран СНГ                                         | см. данные вагонов                 | см. данные вагонов                 | 10−1-10 (до № 375) 1-20 (c № 376)  | 2—2                |
| Осевая формула                                                 | в формате UIC                                                  | см. данные вагонов                 | см. данные вагонов                 | A01A0−2 (до № 375) 1B0−2 (c № 376) | 2—2                |
| Количество дверей                                              | Количество дверей                                              | 2×8                                | 2×12                               | 2×2                                | 2×2                |
| Размеры                                                        |                                                                |                                    |                                    |                                    |                    |
| Длина, мм                                                      | по осям автосцепок                                             | 99 080                             | 148 160                            | 25 000                             | 24 540             |
| Длина, мм                                                      | по кузову                                                      | см. данные вагонов                 | см. данные вагонов                 | 24 050                             | 23 740             |
| Ширина вагона, мм                                              | по раме                                                        | 3076                               | 3076                               | 3076                               | 3076               |
| Ширина вагона, мм                                              | по кузову                                                      | 3120                               | 3120                               | 3120                               | 3120               |
| Ширина вагона, мм                                              | по зеркалам                                                    | 3400                               | 3400                               | 3400                               |                    |
| Высота крыши от уровня головки рельса, мм                      | по основной части                                              | 4510                               | 4510                               | 4510                               | 4510               |
| Высота крыши от уровня головки рельса, мм                      | максимальная                                                   | 4600 (до № 336) или 4880 (с № 337) | 4600 (до № 336) или 4880 (с № 337) | 4600 (до № 336) или 4880 (с № 337) | 4510               |
| Размеры ходовой части                                          | Шкворневая база вагона, мм                                     | см. данные вагонов                 | см. данные вагонов                 | 15 760                             | 17 000             |
| Размеры ходовой части                                          | Полная колёсная база вагона, мм                                | см. данные вагонов                 | см. данные вагонов                 | 19 340                             | 19 400             |
| Размеры ходовой части                                          | Колёсная база приводной тележки, мм                            | 1500+2670                          | 1500+2670                          | 1500+2670                          | —                  |
| Размеры ходовой части                                          | Колёсная база неприводной тележки, мм                          | 2400                               | 2400                               | 2400                               | 2400               |
| Размеры ходовой части                                          | Диаметр новых колёс, мм                                        | 950                                | 950                                | 950                                | 950                |
| Размеры ходовой части                                          | Ширина колеи, мм                                               | 1520 (ранее 1524)                  | 1520 (ранее 1524)                  | 1520 (ранее 1524)                  | 1520 (ранее 1524)  |
| Размеры ходовой части                                          | Минимальный радиус проходимых кривых, м                        | 100                                | 100                                | 100                                | 100                |
| Весовые показатели и экипировка                                |                                                                |                                    |                                    |                                    |                    |
| Масса, т.                                                      | тары рабочая                                                   | 210                                | 284                                | 68                                 | 37                 |
| Масса, т.                                                      | расчётная с пассажирами максимальная                           | 274                                | 388                                | 80                                 | 57                 |
| Максимальная нагрузка на ведущую / поддерживающую ось, кН (тс) | Максимальная нагрузка на ведущую / поддерживающую ось, кН (тс) | см. данные вагонов                 | см. данные вагонов                 | 170 / 150 (17,3 / 15,3)            | — / 140 (— / 14,3) |
| Запасы                                                         | топлива, л                                                     | 2×1200                             | 2×1200                             | 1200                               | —                  |
| Запасы                                                         | песка, кг                                                      | 2×160                              | 2×160                              | 160                                | —                  |
| Пассажировместимость                                           |                                                                |                                    |                                    |                                    |                    |
| Число сидячих мест                                             | Число сидячих мест                                             | 410 или 400                        | 656                                | 77 или 72                          | 128                |
| Тягово-энергетические характеристики                           |                                                                |                                    |                                    |                                    |                    |
| Мощность дизельных двигателей, кВт (л. с.)                     | Мощность дизельных двигателей, кВт (л. с.)                     | 2×538 (2×730)                      | 2×538 (2×730)                      | 538 (730)                          | —                  |
| Ускорение при пуске, м/с²                                      | Ускорение при пуске, м/с²                                      | 0,4                                | 0,3                                | ?                                  | —                  |
| Конструкционная скорость, км/ч                                 | Конструкционная скорость, км/ч                                 | 126,7                              | 126,7                              | 126,7                              | 126,7              |

## Конструкция

### Кузов
Главная рама — цельнометаллическая несущая конструкция, воспринимающая вес кузовного оборудования и служащая для передачи тягового и тормозного усилий, динамических и ударных нагрузок, возникающих при движении поезда. Рама моторного вагона состоит из лобовой, промежуточной и концевой частей. Лобовая часть рамы состоит из сварных балок, усиленных рёбрами и поясными листами; в раме был предусмотрен проём, служивший для установки дизеля на моторную тележку. Промежуточная часть рамы состоит из боковых, средних продольных, поперечных и шкворневых балок. Концевая часть рамы состоит из буферной и поперечной балок, раскосов. Конструкция рамы промежуточного вагона аналогична, за исключением отсутствия в ней лобовой части.
Кузов вагонов представляют собой жёсткую цельнонесущую сварную металлическую конструкцию, располагающуюся на раме и служащую для размещения пассажиров и оборудования и их защиты от атмосферных воздействий. Кузов вагонов дизель-поезда изготавливался из продольных и поперечных элементов, покрытых стальным листом. Боковая станка кузова состоит из скреплённых между собой оконных и дверных стоек, к которым крепились гладкие стальные листы. Крыша изготавливалась из скреплённых между собой продольных балок и поперечных дуг, к которым также крепились гладкие стальные листы. Кузова вагонов были рассчитаны для эксплуатации дизель-поезда на участках с низкими платформами, однако могли быть приспособлены для эксплуатации на участках с высокими платформами. По концам рамы размещались автосцепки СА-3 с фрикционными аппаратами ЦНИИ-Н6 и метельники. Входные двери раздвижные двустворчатые, имеют пневматический привод, управляются электропневматически из кабины машиниста.

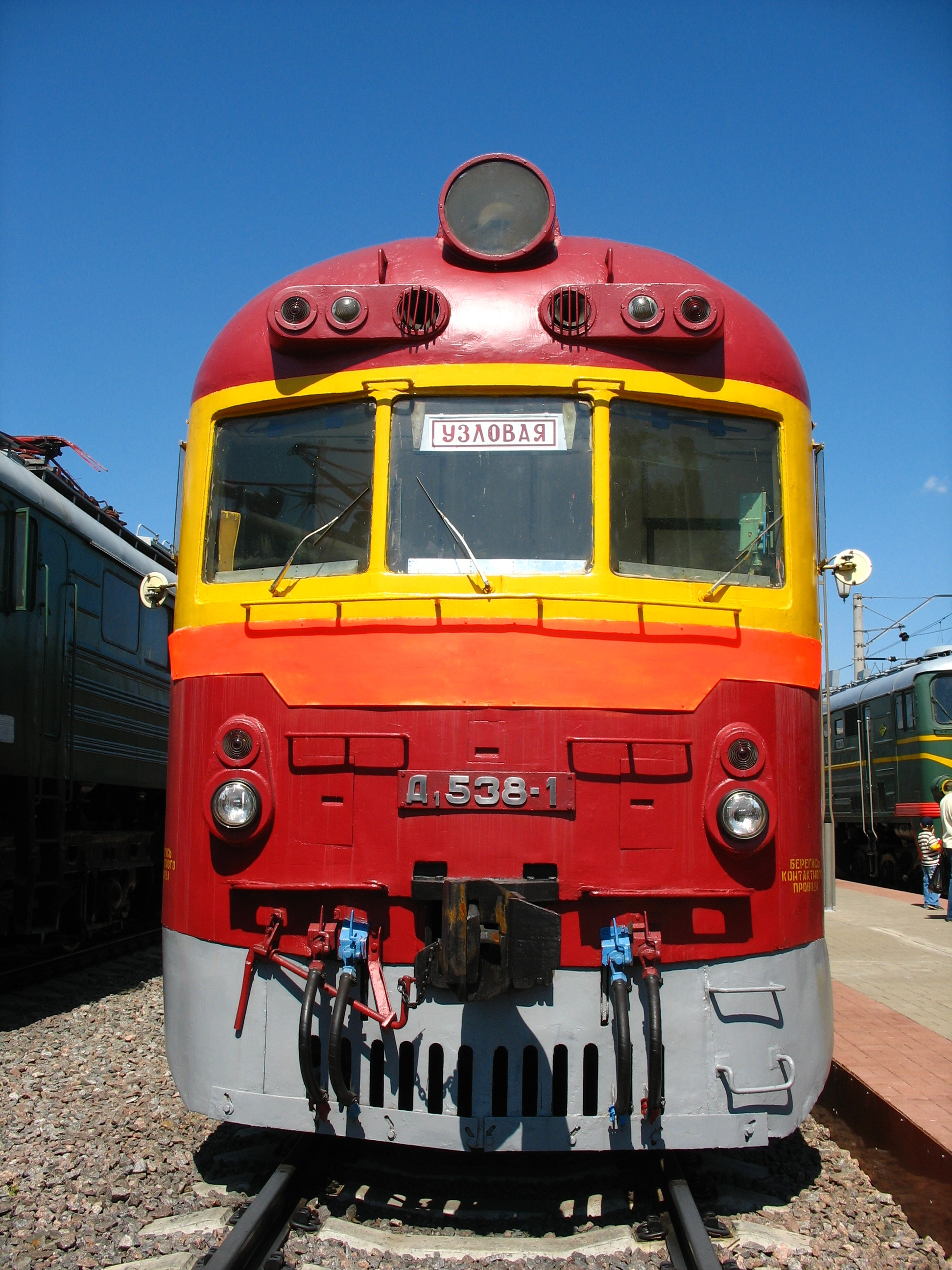
Лобовая часть головного вагона
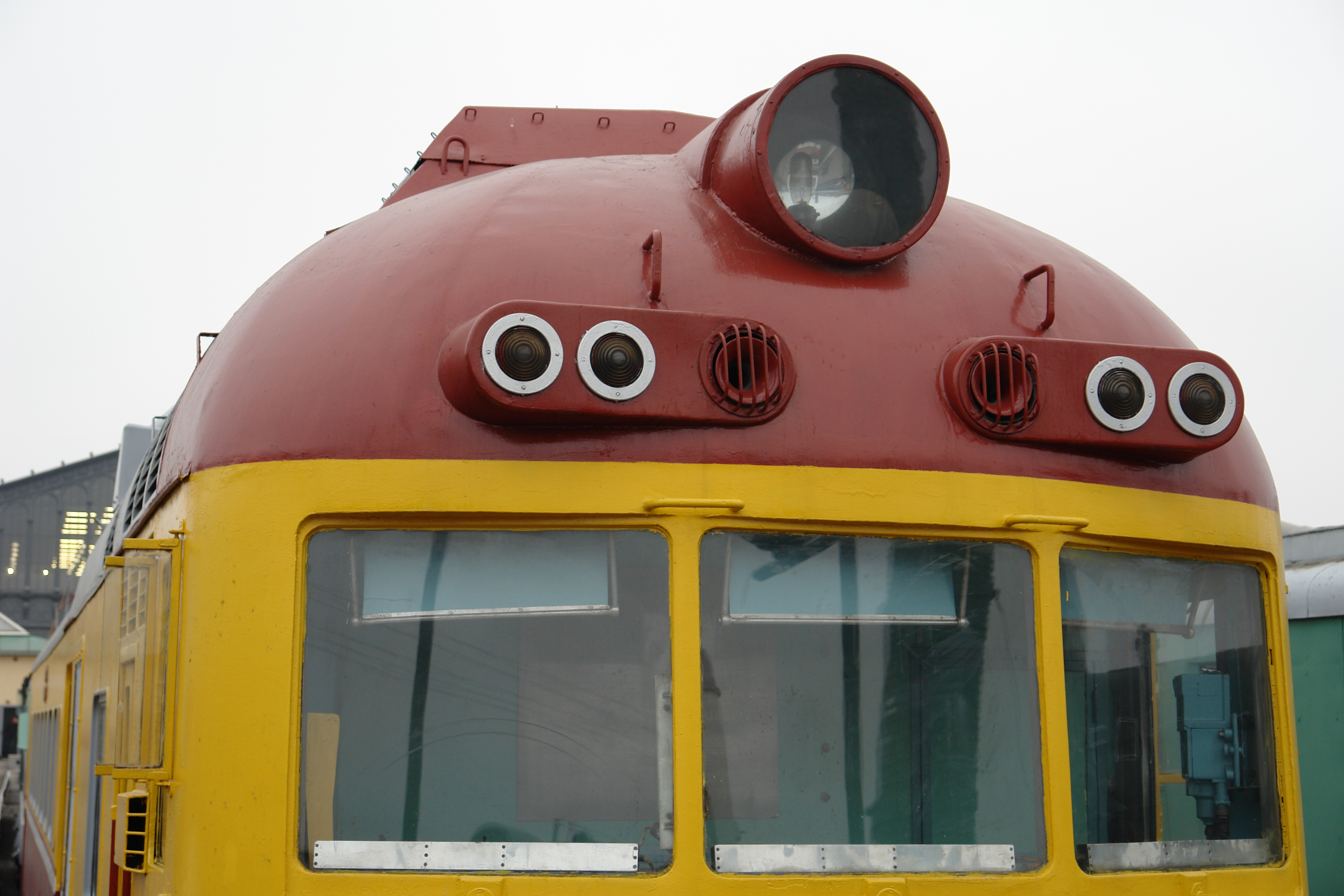
Лобовая часть головного вагона
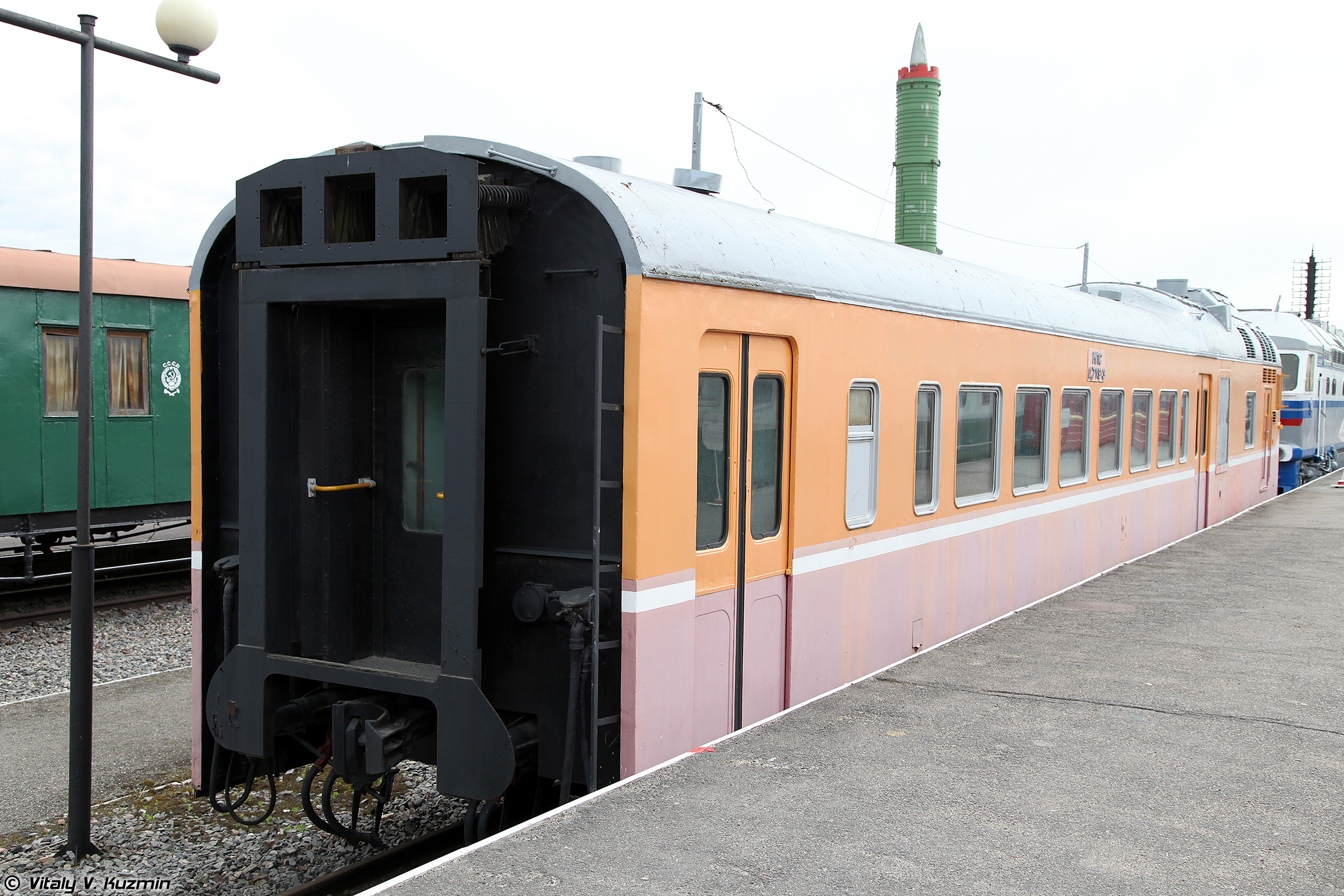
Задняя часть головного вагона
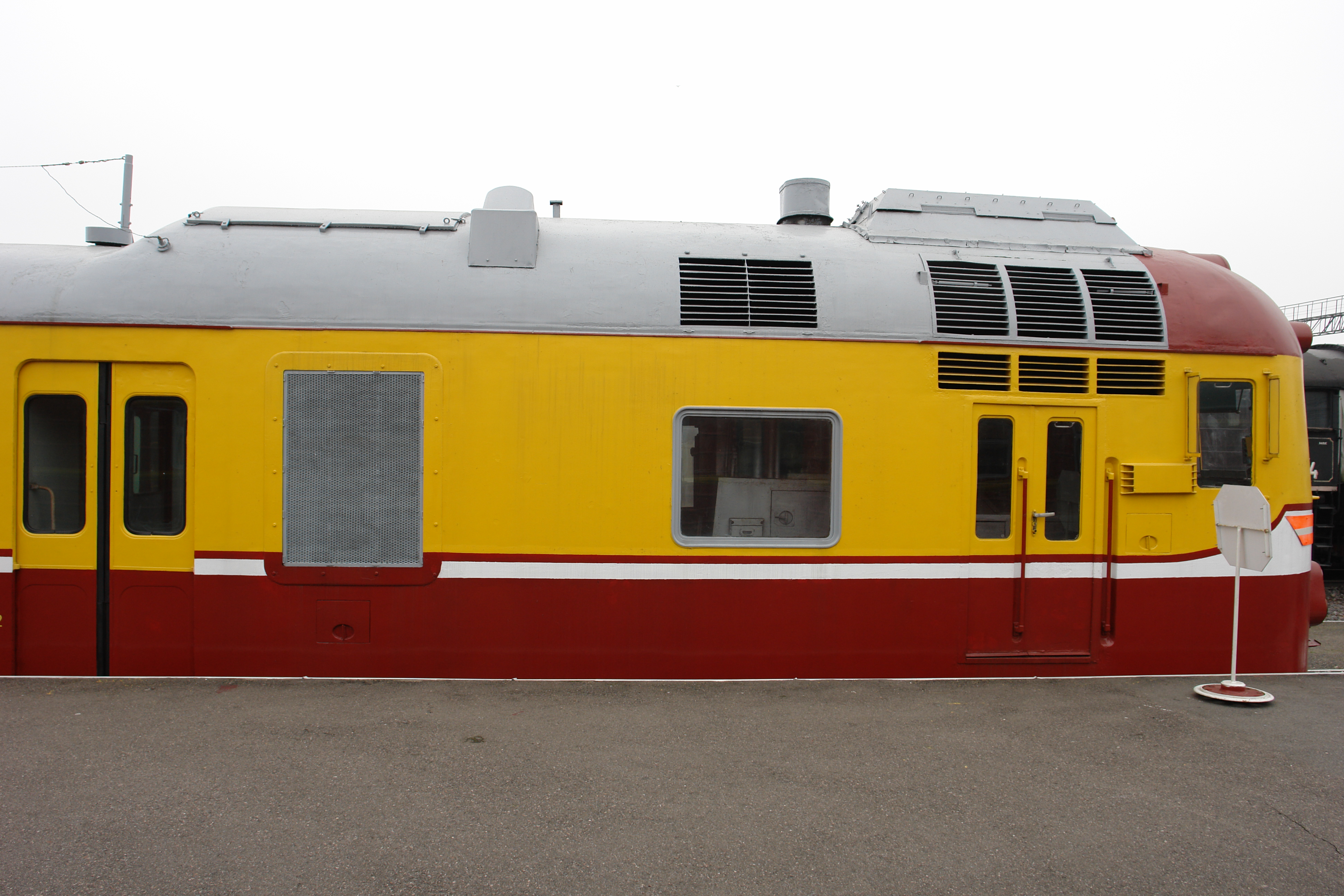
Боковая сторона головного вагона спереди

### Тележки

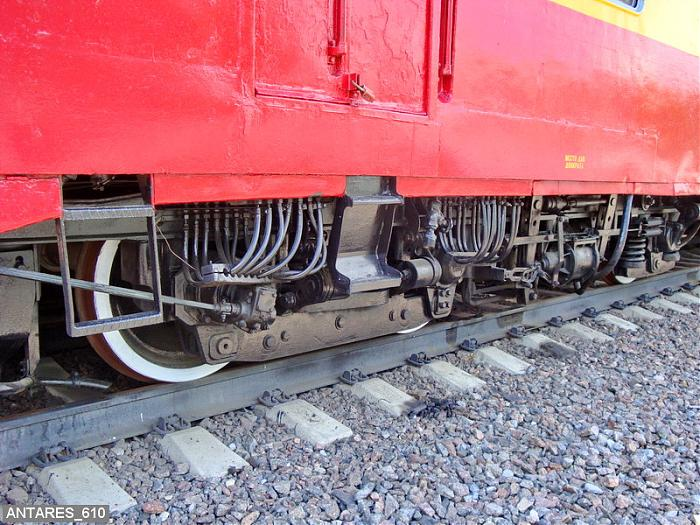
Тяговая тележка дизель-поезда Д_{1}

Кузова моторных вагонов опираются на трёхосную движущую и двухосную поддерживающую тележки, кузова прицепных вагонов — на две двухосные тележки. База движущей тележки равняется 4170 мм, поддерживающей — 2400 мм.
Рамы тележек — сварной конструкции. Нагрузка от кузова на движущие тележки, не имевшие шкворня, передаётся через два направляющих скользуна. Движущими колёсными парами трёхосной тележки изначально являлись две крайних. Средняя поддерживающая ось была изогнута и не вращалась, на её конусах размещались роликовые подшипники, на которые устанавливались колеса. Двухосные тележки, помимо скользунов, имеют центральный шкворень. Нагрузка от рамы тележки на буксы передаётся через цилиндрические пружины, опирающиеся на подбуксовые балансиры. Все колёса дизель-поезда были выполнены бандажными и имели диаметр по кругу катания без износа 950 мм. Буксы комплектовались роликовыми сферическими подшипниками фирмы SKF (Швеция).

### Дизельный двигатель
На дизель-поезд устанавливался двенадцатицилиндровый четырёхтактный бескомпрессорный предкамерный дизельный двигатель системы Ганц — Ендрашик типа 12 VFE 17/24, номинальной мощностью 730 л. с. (538 кВт), номинальная частота вращения вала 1250 об/мин (минимальная — 530 об/мин). Цилиндры расположены V-образно (угол развала 40°) и имеют диаметр 170 мм, ход поршней — 240 мм, рабочий объём 65,3 л. Цилиндровый блок, картер и поддон дизеля изготавливались из силумина, поршни — из алюминиевого сплава, коленчатый вал — из легированной стали. В двигателе реализован газотурбинный наддув с промежуточным охлаждением наддувочного воздуха. Удельный расход топлива при номинальной мощности составляет 168 г/эквивалент лошадиной силы-час; масса сухого дизеля — 4600 кг. Пуск дизеля осуществляется при помощи стартера от аккумуляторной батареи. Порядок работы цилиндров — 1—4—2—6—3—5 (левый ряд), 6—3—5—1—4—2 (правый ряд).

### Силовая передача
Силовая передача дизель-поезда — гидромеханическая трёхступенчатая типа HydroGanz HM612-22. Передача состояла из четырнадцати зубчатых колёс, гидротрансформатора, барабанов и дисков сцепления, входного, промежуточных и выходного валов, заключённых в корпус. Передача имела три ступени скорости: первую — гидравлическую, вторую и третью — механические. Передаточные числа коробки скоростей составляли: на 1-й ступени — 1,616; на 2-й ступени — 1,443; на 3-й — 0,95. В передаче имелись также 2 пары зубчатых колёс, обеспечивающие возможность реверсирования. При номинальной частоте вращения коленчатого вала дизеля (1250 об/мин) и диаметре бандажей моторных колёсных пар 950 мм максимальная скорость движения дизель-поезда составляет: на 1-й ступени — 54,6 км/ч; на 2-й ступени — 84,3 км/ч; на 3-й ступени — 126,7. Осевой редуктор имеет передаточное число 1,857.
Крутящий момент от маховика коленчатого вала дизеля передавался последовательно на муфту, скреплённую с карданным валом, соединённым с фланцем входного вала передачи. На первой скорости, через пару шестерён, вращение передавалось на насосное колесо масляного насоса, которое передавало масло в гидротрансформатор, в результате чего приводилось во вращение турбинное колесо, передававшее через шестерни вращающий момент к передаточному валу, соединённому шестернями с раздаточным валом, соединённым по обоим концам с карданными валами привода переднего и заднего осевых редукторов, в которых через пару шестерён вращательный момент передавался на оси движущих колёсных пар. На второй скорости вращающий момент от дизеля передавался фрикционной муфтой через зубчатые колёса и зубчатый барабан на передаточный вал и далее — на раздаточный вал.
Коэффициент полезного действия передачи составлял: на 1-й ступени — не более 80 %; на 2-й — не более 94,7 %; на 3-й — не более 94 %. Номинальная мощность, передаваемая механическими ступенями, — 550 кВт, гидравлической — 500 кВт. Масса передачи без масла составляла 2715 кг.

### Электрооборудование
Основное предназначение электрооборудования на дизель-поездах с гидравлической и механической передачами — автоматизация управления. Для пуска дизеля на каждом двигателе установлено два электростартера типа AL-FTB, представляющих собой электродвигатели постоянного тока со смешанным возбуждением. Для зарядки аккумуляторной батареи, питания цепей управления и освещения используются генератор типа EDZ-69I4R, генератор EH-261, питающий вентилятор типа EHF-262 холодильника, электродвигатели систем подачи топлива и вентиляции. Аккумуляторная батарея служит для пуска дизеля и питания цепей освещения и управления при неработающем дизеле. Аккумуляторная батарея дизель-поезда Д1 железо-никелевая типа 2SK-400 ёмкостью 400 А•ч (напряжение 48 В). Электрические аппараты служат для управления оборудованием, его защиты от ненормальных режимов, поглощения электрической энергии, приведения в действие вспомогательных механизмов. На дизель-поезде устанавливались контроллер машиниста типа KV6/VII, электромагнитные контакторы, реле и регуляторы различных типов, а также другое оборудование.

### Тормозное оборудование
Тормозная система дизель-поезда — рычажная, колодочного типа. Основной тормоз приводится в действие электропневматически, резервный — пневматически. Тормозящими в моторной тележке являются первая и вторая (до Д1−376 — первая и третья), в поддерживающей — обе колёсные пары; торможение двустороннее. Общая расчётная сила нажатия колодок на 16 тормозных осей поезда равна 136,2 тс, что составляет 66 % веса порожнего поезда или 52 % веса гружёного. Ручной тормоз установлен на моторных тележках и на одной тележке в каждом прицепном вагоне. Общая сила нажатия колодок на 8 осей равна 62,4 тс, что составляет 30 % веса порожнего поезда.
Тормоз моторной тележки состоит из двух одинаковых независимых систем, расположенных симметрично относительно рамы. В каждую тормозную систему входят тормозной цилиндр диаметром 10″ и автоматический регулятор рычажной передачи типа SAB-300. Под действием сжатого воздуха шток тормозных цилиндров поворачивает рычаг, который через горизонтальную тягу, кривошипы и систему рычагов прижимает тормозные колодки к колёсам. При отпуске тормоза система приводится в исходное положение при помощи оттяжной пружины. При износе тормозных колодок в ходе эксплуатации регулятор автоматически стягивает передачу и распускает её после замены новыми, что обеспечивает выход штока тормозного цилиндра в пределах 100…150 мм. Передаточное отношение рычажной системы составляет 8,53. Расчётная сила тормозного нажатия на ось составляет 10 тс (до Д1−376 — 12 тс). Ручной тормоз приводится в действие рукоятью, через вертикальную тягу поворачивая тормозной вал, соединённый балкой с рычажной системой. Передаточное отношение привода ручного тормоза составляет 1100, тормозное нажатие на ось — 8 тс.
Тормоз поддерживающей тележки не разделён на группы, в него входят тормозной цилиндр диаметром 12″ и автоматический регулятор SAB-300, обеспечивающий выход штока ок. 130 мм. Под действием сжатого воздуха тормозное усилие передаётся через регулятор, горизонтальную тягу и систему рычагов к колёсным парам. Передаточное отношение системы составляет 6,07. Расчётная сила тормозного нажатия на ось тележки прицепного вагона составляет 8 тс (до Д1−376 — 12 тс). Устройство ручного тормоза аналогично описанному выше. Передаточное отношение привода ручного тормоза составляет 991, тормозное нажатие на ось — 7 тс.

### Системы
Топливная система дизель-поезда предназначена для питания двигателя топливом, его хранения и очистки. Топливная система включает в себя главный топливный бак объёмом 1,20 м³, расходный топливный бак объёмом 0,08 м³, топливоподкачивающий насос, фильтр очистки и систему трубопроводов. Запас топлива в топливной системе дизель-поезда — 2×1200 л. Масляная система предназначена для хранения, очистки, охлаждения масла и подвода его ко всем трущимся частям дизеля. Система включает в себя масляный бак, масляный и маслопрокачивающий насосы, фильтры грубой и тонкой очистки, водомасляный теплообменник и систему трубопроводов с клапанами и вентилями. Запас масла в системе дизельного двигателя — 0,2 м³, в гидропередаче — 0,21 м³. Система охлаждения предназначена для охлаждения масла дизеля и передачи и состоит из холодильника площадью охлаждения 204 м², теплообменника масла передачи, теплообменника масла дизеля, водяного бака, насосов и системы трубопроводов. Запас воды в системе охлаждения — 1,20 м³. Воздушная система обеспечивает работу тормозной системы, дизеля, гидромеханической передачи, песочниц, раздвижных дверей. Система включает в себя компрессор, холодильник, напорную магистраль, воздушные резервуары. Система отопления и вентиляции дизель-поезда — приточная. Моторный и прицепной вагоны имеют единую отопительно-вентиляционную систему. Естественная вентиляция осуществляется потолочными вытяжными дефлекторами, сходными по конструкции с дефлекторами типа ЦАГИ цельнометаллических пассажирских вагонов. Принудительная вентиляция осуществляется при помощи вентиляционной установки. Наружный воздух поступает в камеру смешения через заборные жалюзи, расположенные на боковой стенке моторного вагона, и подаётся в пассажирское помещение двумя вентиляторами. Подогрев воздуха осуществляется при помощи калорифера, к которому по системе трубопроводов подаётся нагретая вода системы охлаждения двигателей. При неработающем дизеле для подогрева воздуха используется котёл-подогреватель. Система пожаротушения включает в себя два пожарных резервуара, пеногенераторы, краны и резиновые рукава длиной до 12 м, что позволяет ликвидировать очаги возгорания как на поезде, так и на ближайших к нему объектах. Установка располагается в машинном отделении моторного вагона и приводится в действие сжатым воздухом. Система водоснабжения — самотечная, оборудована одним баком объёмом 350 л, располагающимся над потолком в туалете. Рядом с баком проходит канал тёплого воздуха, что предохраняет его от замерзания. Для питьевой воды предназначен отдельный бак объёмом 30 л.

### Изменения в конструкции
В ходе выпуска дизель-поездов в их конструкцию вносились отдельные изменения. На поездах с № 286 устанавливался более мощный воздушный трёхцилиндровый компрессор МК-135 производительностью 1450 л/мин при частоте вращения вала 695 об/мин. Начиная с поезда № 306, в связи с размещением воздушных фильтров вентиляции, ликвидировано багажное отделение. С поезда № 336 была увеличена высота кузова с 4600 до 4880 мм. С поезда № 376, в связи с неудовлетворительной работой узлов колёсной пары с изогнутой осью, была изменена конструкция моторной тележки: вторая и третья колёсные пары стали движущими, а первая — бегунковой; колёсная база тележки была увеличена с 4170 до 4500 мм. Начиная с 1972 года колёсные пары изготовлялись для колеи 1520 мм. Изменения вносились также в электрическую схему поезда.

### Интерьер вагонов

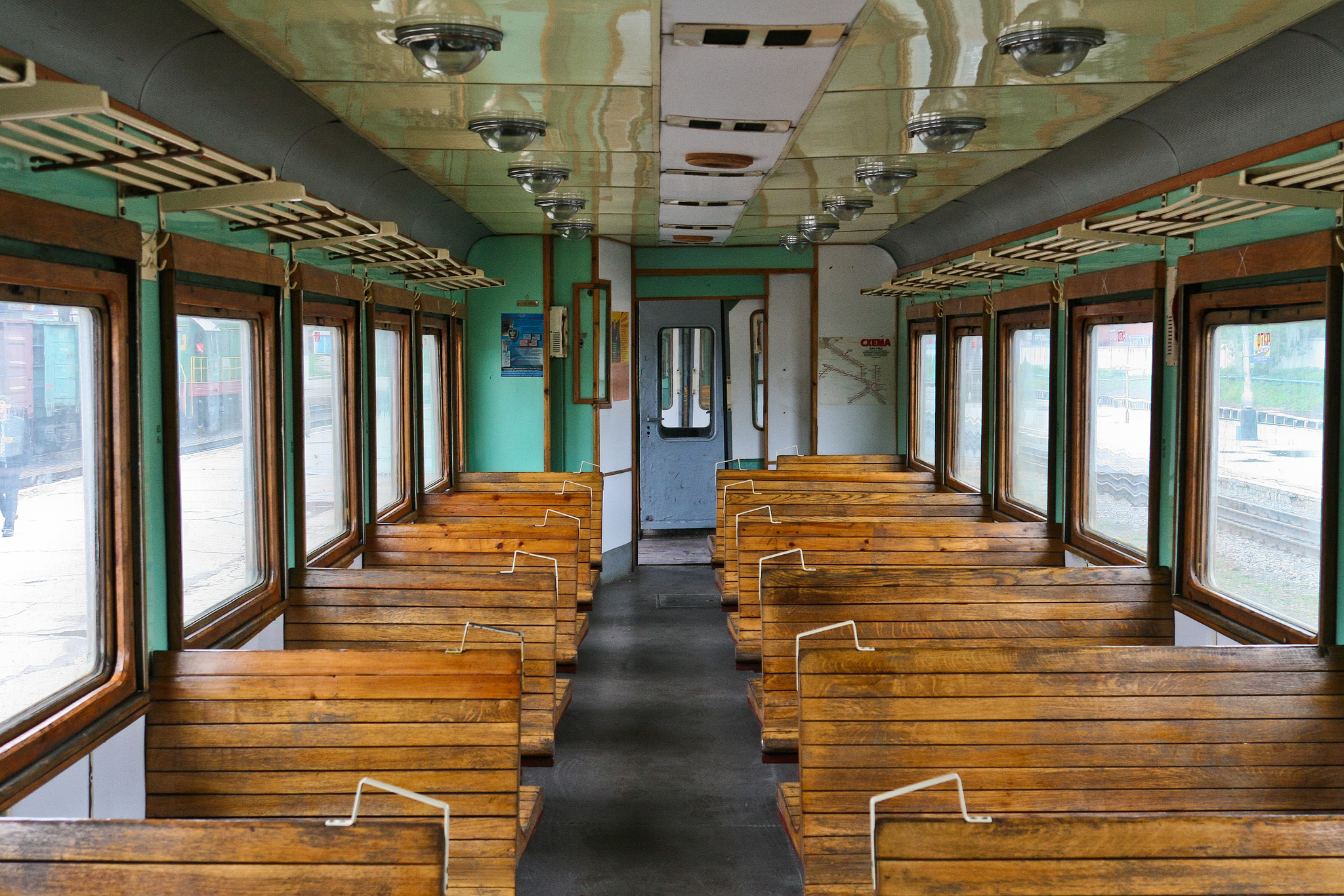
Салон головного вагона дизель-поезда Д_{1}−569 с деревянными диванами

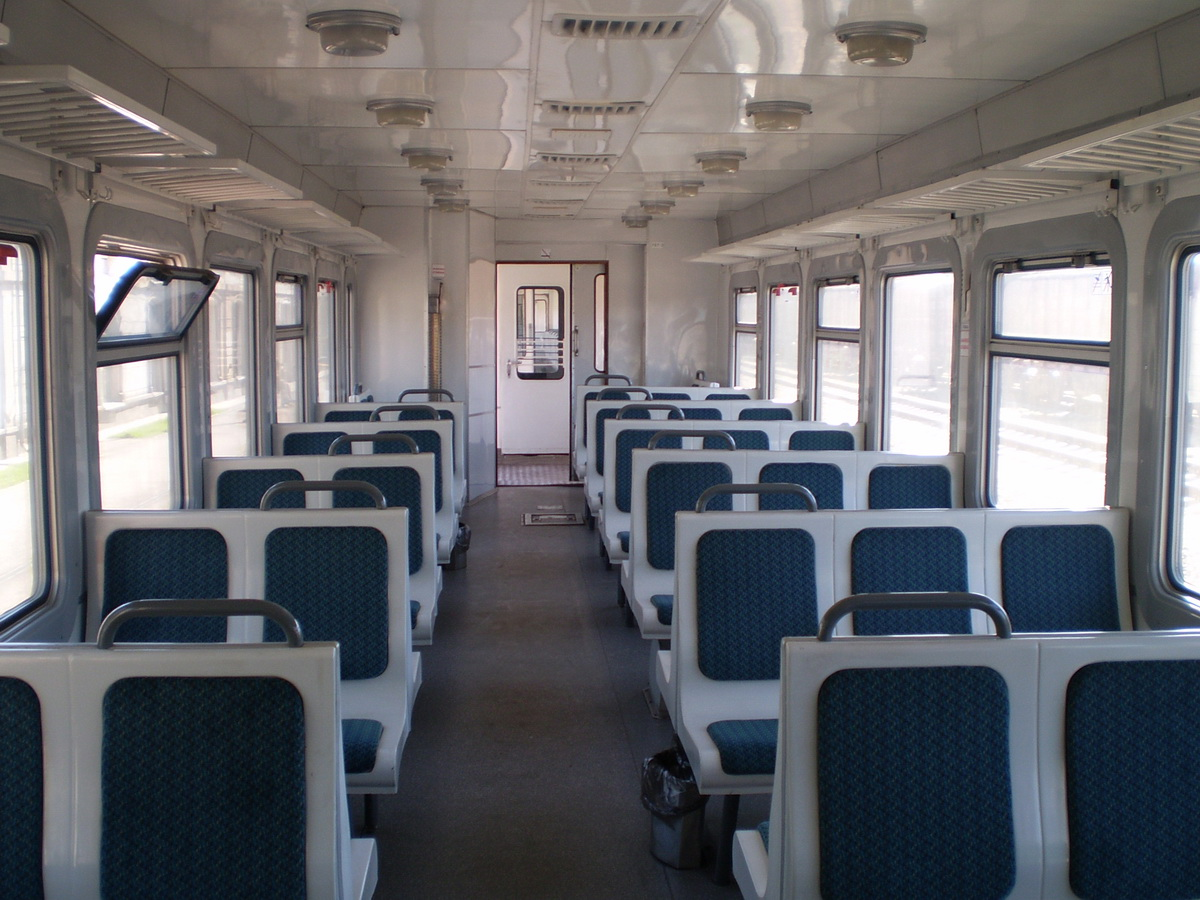
Салон головного вагона дизель-поезда Д_{1}−733 с пластиковыми диванами с тканевыми подкладками

В моторных вагонах за кабиной машиниста располагается машинное отделение. Далее следовало небольшое отделение, первоначально использовавшееся как багажное и имевшее 5 откидных мест, при отсутствии багажа использовавшихся для размещения пассажиров; с состава № 306 было ликвидировано и использовалось для размещения воздушных вентиляционных фильтров. За ним следовал тамбур, далее — пассажирский салон, за которым размещались туалет и второй тамбур. В прицепных вагонах большая часть внутреннего пространства была отведена под пассажирский салон, с двух сторон от которого располагались тамбуры; в тамбурах всех вагонов на стенах установлено по две пепельницы.

#### Пассажирский салон
Основную площадь пассажирского салона занимают 2- и 3-местные диваны, расположенные по обе стороны от центрального прохода по схеме 2+3. Места для сидения были жёсткими (в отдельных случаях обшивались поролоном и синтепоном). Рамы диванов изготавливались из труб и стальных уголков и покрывались деревянными рейками из бука. В пассажирском салоне моторного вагона предусматривалось 72 места для сидения, в прицепном — 128. Выше уровня окон к стенкам крепились полки для размещения багажа, изготавливавшиеся из алюминиевого проката. Освещение салона осуществлялось плафонами, размещёнными в два ряда над диванами. С начала выпуска и до середины 600-х номеров плафоны были люминесцентными. В связи с отсутствием поставок ламп ЛД20ЖУ в запасные части в СССР, при первом КР-1, светильники ликвидировались, отверстия от них заделывались подручным пластиком, на их место ставились плафоны с лампами накаливания Ж-54-25.
В одном из тамбуров каждого вагона по задумке завода-изготовителя, оборудовалось место для курения. В связи с запретом курения в пригородных поездах МПС СССР пепельницы просто разворовывались на личные нужды работников депо.

#### Кабина управления

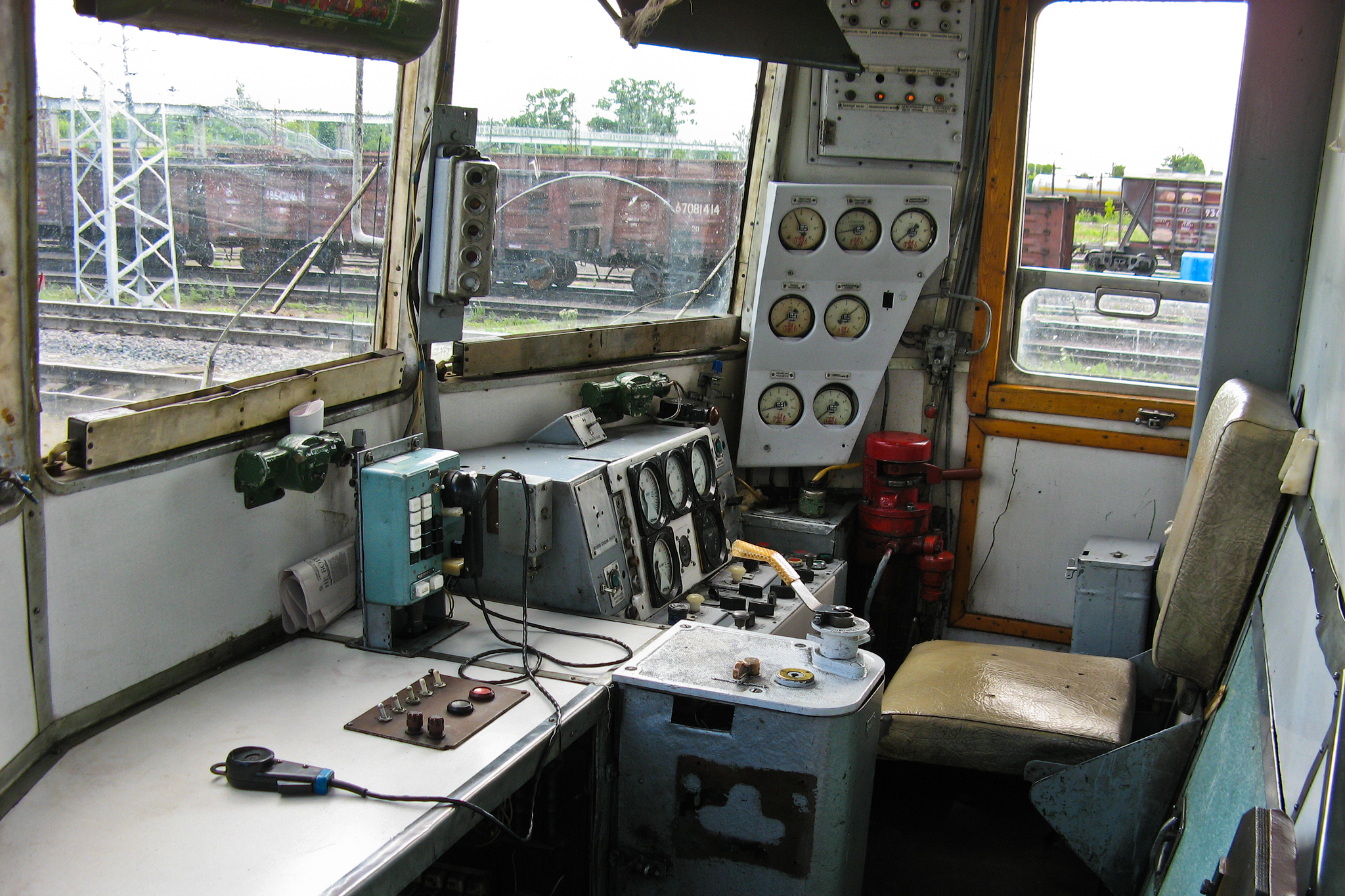
Кабина управления дизель-поезда Д_{1}−548 после ремонта на ДЛРЗ. Не полностью аутентична — не оригинальна ручка контроллера машиниста, пластиковая отделка, отделка панелей приборов (должна быть жёлтой).

Ведение дизель-поезда осуществляется с постов управления, расположенных в головных частях моторных вагонов. При нормальной эксплуатации управление составом могло осуществляться с любого из двух постов; реализована возможность управления двумя соединёнными поездами с одного поста управления при работе по системе многих единиц.
Кабина управления имеет три лобовых стекла и по одному боковому с каждой стороны. Пульт управления и кресло машиниста расположены с правой стороны кабины, кресло помощника машиниста — с левой стороны.
На пульте управления машиниста были расположены контроллер машиниста, реверсивная рукоятка, тормозной кран, тахометры оборотов двигателей, дистанционный термометр, амперметр, вольтметр, электрический скоростемер, сигнальные лампы и другие приборы. На боковой панели справа от места машиниста располагались манометры давления масла в масляной системе дизеля, гидропередаче и манометры давления воздуха в резервуаре управления, главной и тормозной магистралях, тормозном цилиндре и уравнительном резервуаре. Выше боковой панели располагался щиток с указанием неисправностей.
Контроллер машиниста типа KV6/VII имеет реверсивную рукоятку и главную с позициями О, А, В, 1, 2, 3, 4 и 5. В положении О все аппараты управления выключены, все цепи обесточены; в положении А осуществляются реверсирование, маневрирование, пуск дизеля; в положении В частота вращения коленчатого вала увеличивается с 530 до 830 об/мин, дизель работает на холостом ходу; на позициях 1—5 включается режим тяги и последовательно увеличивается частота вращения вала дизеля. Реверсивная рукоятка имеет пять положений: нулевое, Вперед, Вперед Fk, Назад, Назад Fk.

## Обслуживание дизель-поезда

### Экипировка
Экипировкой дизель-поезда является комплекс работ по подготовке состава к выходу на маршрут следования. В зависимости от конкретного графика движения, экипировка дизель-поезда производится в оборотном или основном депо. В ходе экипировки дизель-поезд снабжают топливом, маслом, водой и песком, подготовленными в соответствии с ведомственными инструкциями. Для экипировки дизель-поездов используются типовые устройства тепловозного хозяйства за исключением пескораздаточных устройств, у которых следует удлинить пескозаправочные рукава. Время совмещённой экипировки дизель-поезда составляет 50—60 минут. Во время простоя поезда в депо, не реже одного раза в двое суток, состав обмывают снаружи, для чего могут использоваться стационарные вагономоечные установки или передвижные машины, не реже одного раза в сутки проводят влажную уборку пассажирских салонов.

### Техническое обслуживание и ремонт
Техническим обслуживанием дизель-поезда является комплекс работ по поддержанию состава в состоянии технической исправности и готовности к работе. В соответствии с указанием ОАО «РЖД» № 622р от 6 апреля 2006 года и приказа УЗ № 030ЦЗ от 31 мая 2005 года, периодичность технического обслуживания дизель-поезда Д1 устанавливалась: в объёме ТО-1 — при приёмке и сдаче поезда; в объёме ТО-2 — не более 48 часов; в объёме ТО-3 — не более 10 суток.
Ремонт дизель-поезда включает комплекс работ по восстановлению исправности и работоспособности состава. В соответствии с теми же приказами, периодичность текущего ремонта дизель-поезда Д1 устанавливалась: в объёме ТР-1 — 2 месяца; в объёме ТР-2 — каждые 75 000 км, но не более 7,5 месяцев; в объёме ТР-3 — каждые 150 000 км, но не более 15 месяцев. Текущий ремонт дизель-поездов производится в тепловозных депо. В депо ремонт осуществляется в одних цехах с тепловозами, при этом длина цеха для ТО-3 и ТР-1 должна быть достаточной для размещения состава без расцепки вагонов. В депо, производящих ремонт в объёме ТР-3, также предусматриваются участки для ремонта дизелей, передач и редукторов вспомогательных машин. Капитальный ремонт дизель-поездов выполняют на ремонтных заводах. Периодичность капитального ремонта устанавливалась: в объёме КР-1 — 600 000 км, но не более 5 лет; в объёме КР-2 — 1 200 000 км, но не более 10 лет. Капитальный ремонт дизель-поездов Д1 проводили в том числе Великолукский локомотивовагоноремонтный, Жмеринский вагоноремонтный и Даугавпилсский локомотиворемонтный заводы.
Локомотивная бригада дизель-поезда состоит из машиниста и его помощника. Машинист находится в кабине головного вагона, помощник в зависимости от местных условий — в кабине головного или хвостового вагона. При работе по системе многих единиц на второй поезд выделяется второй помощник машиниста. Кроме локомотивной бригады, поезд могли обслуживать один или два проводника в зависимости от его назначения.

### Работа по системе многих единиц
Предусмотрена эксплуатация двух соединённых дизель-поездов по системе многих единиц с одного поста управления. Для возможности соединения двух поездов на лобовой части моторных вагонов размещены две 30-клеммные розетки и два кабеля межпоездного соединения со штепселями по концам. При сцеплении двух поездов штепсели вставляются в розетки, что обеспечивает сборку основных цепей всех моторных вагонов. В связи с имеющимися различиями в электрических схемах дизель-поездов разных выпусков, указанием Управления локомотивного хозяйства МПС № 266 ЦТ Теп от 22 октября 1969 года работа по системе многих единиц разрешается в зависимости от группы поезда. К первой группе отнесены поезда номерного диапазона 201—255, ко второй — № 256—355, к третьей — № 356—375, к четвёртой — поезда с номера 376. Поезда одной группы могут работать по системе двух единиц без ограничений. При сцеплении поезда третьей группы с поездами первой и второй групп разрешается езда только на пневматических тормозах. При сцеплении поездов первой и второй групп, а также поездов четвёртой группы с поездами остальных групп ограничение по тормозам отсутствует. При сцеплении поездов первой группы с поездами других групп нарушаются синхронизация компрессоров и работа песочниц на прицепленном дизель-поезде.

## Эксплуатация
Дизель-поезда Д1 поступили в эксплуатацию на Горьковскую (Горький-Моск., Юдино, Казань; последние годы массово передавались на порезку в депо Тумская), Донецкую (Сватово, Сентяновка, Попасная, Родаково, Дебальцево-Пасс., Иловайск), Московскую (Смоленск, Узловая, Калуга, Льгов), Львовскую (Чоп, Здолбунов, Коломыя, Королёво), Одесско-Кишинёвскую (Христиновка, Николаев, им. Шевченко, Одесса заст., Кишинёв), Октябрьскую (Выборг, Новгород, Ленинград-Варш.), Прибалтийскую (Вильнюс, Радвилишкис, Тарту, Таллин-Вяйке, Калининград), Юго-Восточную (Отрожка, Тамбов-1) железные дороги. По состоянию на 1 января 1976 года, на железных дорогах Советского Союза эксплуатировался 371 дизель-поезд Д1, из них на Горьковской — 46, Донецкой — 53, Московской — 54, Львовской — 40, Одесско-Кишинёвской — 61, Октябрьской — 20, Прибалтийской — 79, Юго-Восточной — 18. Д1 использовались для организации пригородного и местного пассажирского сообщения на неэлектрифицированных и частично электрифицированных (где пункт отправления был электрифицирован, а пункт прибытия не был, например Одесса — Кишинёв) участках. На Смоленском, Казанском, Кишинёвском, Одесском, Вильнюсском, Калининградском и других узлах почти все пригородные и часть местных пассажирских перевозок обслуживались дизель-поездами.
По состоянию на 1 января 1992 года, на железных дорогах бывшего СССР находилось 472 дизель-поезда Д1.
Эксплуатация дизель-поездов поздних номеров выявила недостаточную надёжность работы заводской силовой передачи, связанную с поломками дисков 3-й скорости. Управлением локомотивного хозяйства было рекомендовано глушить трубки включения 3-й скорости. В 1980—1990-х годах специалистами ВНИИЖТа был проведён комплекс работ по изучению возможности замены силовой установки дизель-поезда. Проект модернизации предусматривал замену заводской гидромеханической передачи НМ612-22 на гидродинамическую типа ГДП 750/201 и заводского дизеля 2VFE 17/24 на дизель типа М773А (12ЧН 18/20). Модифицированные таким образом на Великолукском локомотиворемонтном заводе в период с 1995 по 2002 годы дизель-поезда получили обозначение Д1м.
Эксплуатация дизель-поездов Д1 на железных дорогах постепенно завершается. В 2001 году эксплуатация дизель-поездов Д1 прекращена на Эстонской железной дороге (EVR), в 2004 — на Октябрьской, в 2007 — на Юго-Восточной, в 2008 — на Литовских железных дорогах (LG), в 2011 — на Калининградской, в 2013 — на Московской. По состоянию на 1 января 2012 года, на железных дорогах СНГ эксплуатировалось (в пассажирском сообщении) 68 дизель-поездов Д1, из них на Московской — 4 (Новомосковск-I), Одесской — 17 (им. Шевченко, Христиновка, Николаев), Львовской — 32 (Здолбунов, Коломыя, Чоп), Донецкой — 15 (Сватово, Иловайск), Молдавской — 20 (Кишинёв). Часть дизель-поездов и построенных на их базе мотрис используется для служебных нужд. Эксплуатация Д1 в России прекращена в 2013 году. На балансе депо Новомосковск остался один Д1 под номером 748, который на данный момент находится в глубоком резерве. Возобновления эксплуатации не планируется. Несмотря на тот факт, что дизель-поезда прошли в Жмеринке КР-2 с модернизацией, в депо Новомосковск отсутствует технология для ремонта в объёмах ТР-3, поэтому все поезда, имеющие пробег, требующий проведение подобного ремонта — отставляются от эксплуатации и исключаются из инвентаря.
Железная дорога Молдовы в 2012 году заключила контракт с фирмой Remar (Румыния) на ремонт и модернизацию дизель-поездов Д1, в ходе которого заменялась силовая установка, гидропередача, интерьер салона. Первый из поездов (Д1−737 выпуска 1985 года) прошёл ремонт и вернулся для эксплуатации в июне 2012 года. Однако качество проведённого ремонта оценивается как неудовлетворительное. Модифицированные таким образом в 2012—2013 годах поезда получили обозначение D1M.

## Чрезвычайные происшествия
4 апреля 1975 года недалеко от городка Жасляй в Литовской ССР на станции Жасляй Прибалтийской железной дороги произошла Жасляйская железнодорожная катастрофа. Поезд Д₁-336, следовавший по маршруту Вильнюс — Каунас, врезался в хвостовой вагон грузового поезда — цистерну с горючим, сошёл с рельсов и загорелся. Погибли 20 пассажиров, не менее 80 пострадали — это крупнейшая железнодорожная катастрофа Литвы.

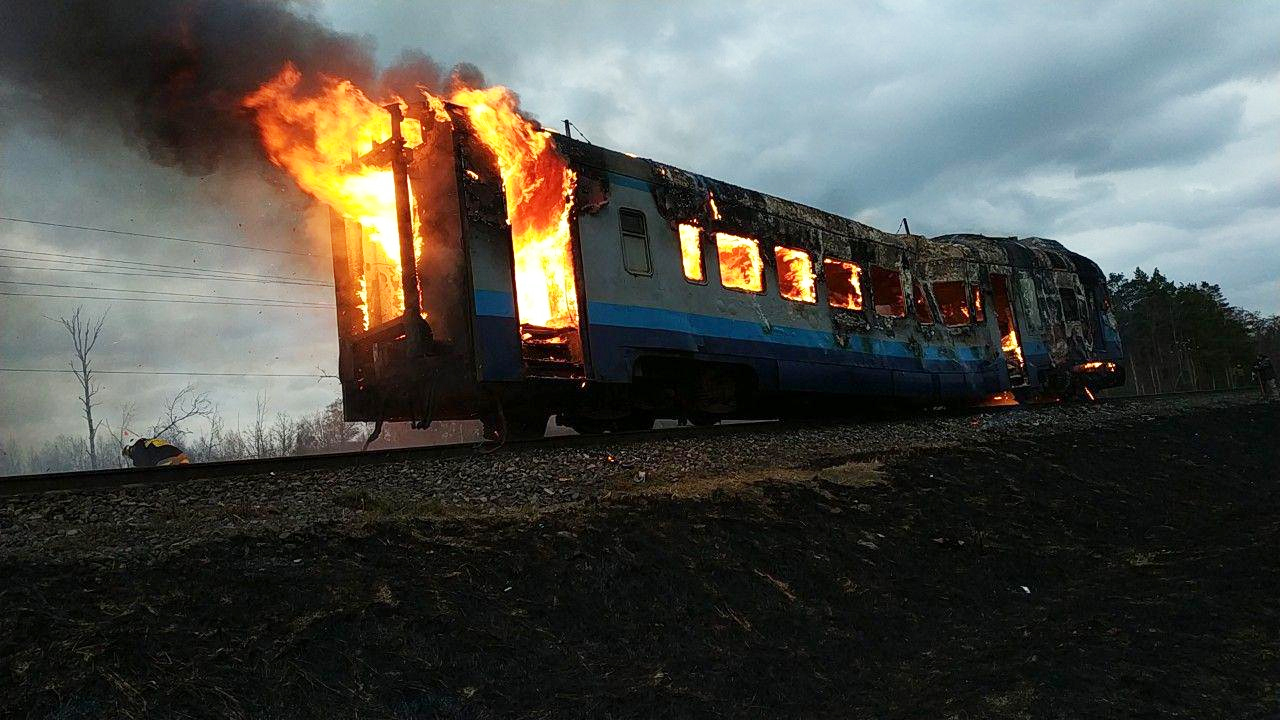
Пожар в вагоне Д_{1}-657-3 5 марта 2019. Если присмотреться, можно заметить, что ближе к моторной части около первого и второго больших окон вагон деформирован.

В последнее время на поездах Д1 довольно часто происходят чрезвычайные ситуации — это и вынужденные остановки в пути, и даже пожары. Это связано с большим износом вагонов — они эксплуатируются уже два проектных срока.

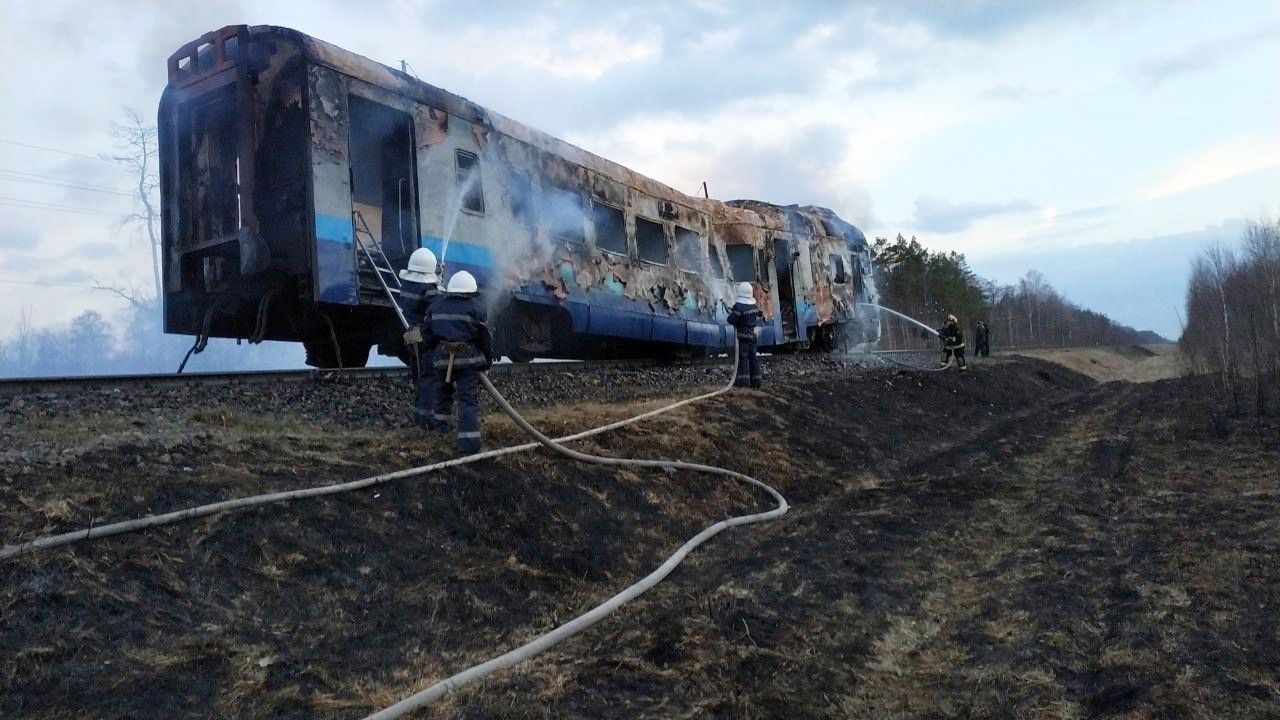
Сгоревший вагон Д_{1}-657-3

Ниже приведена таблица некоторых пожаров и задымлений, произошедших в поездах Д1 на территории Украины.
| Дата             | Место                                                                                  | Описание                                                  | Номер вагона | Источник      | Примечания |
| ---------------- | -------------------------------------------------------------------------------------- | --------------------------------------------------------- | ------------ | ------------- | ---------- |
| 1 августа 2011   | 4 пикет, 18 км Донецкой железной дороги, Попаснянский район, Луганская область         | Сгорел моторный вагон                                     | 793-1        | [ 49 ]        |            |
| 14 сентября 2012 | Перегон Лесная Тарновица — Братковцы, Ивано-Франковская область                        | Горел моторный вагон                                      | ???-3        | [ 50 ]        |            |
| 30 апреля 2014   | Около станции Малинск, Березновский район, Ровненская область                          | Сгорел моторный вагон                                     | 631-1        | [ 51 ] [ 52 ] |            |
| 17 ноября 2015   | ПГТ Делятин, Надворнянский район, Ивано-Франковская область                            | Горел моторный вагон                                      |              | [ 53 ]        |            |
| 20 мая 2016      | Перегон Самчинцы — Ситковцы, Винницкая область                                         | Модернизированный. Горели по разным данным 2 или 3 вагона |              | [ 54 ]        |            |
| 13 июня 2016     | Около Черкасс                                                                          | Загорание в машинном отделении                            | 77?-?        | [ 55 ]        |            |
| 20 августа 2016  | Черкассы                                                                               | Задымление в вентиляционной системе                       |              | [ 56 ]        |            |
| 31 мая 2017      | Черновцы или около Черновцов                                                           | Задымление в машинном отделении                           |              | [ 57 ]        |            |
| 6 июля 2017      | Железнодорожный переезд в районе села Боронява, Хустский район, Закарпатская область   | Загорелось дизельное топливо в моторном вагоне            | ?63-1        | [ 58 ]        |            |
| 25 августа 2017  | Между населёнными пунктами Стеблёвка и Сокирница, Хустский район, Закарпатская область | Сгорел моторный вагон                                     | ?63-3        | [ 59 ]        |            |
| 22 мая 2018      | Село Великая Бакта, Береговский район, Закарпатская область                            | На станции загорелся моторный вагон                       | 756-3        | [ 60 ]        |            |
| 1 ноября 2018    | Село Моквин, Костопольский район, Ровненская область                                   | На станции загорелся моторный вагон                       | 757-3        | [ 61 ] [ 62 ] |            |
| 5 марта 2019     | Около посёлка Немовичи, Сарненский район, Ровненская область                           | Сгорел моторный вагон                                     | 657-3        | [ 63 ]        |            |

## Модернизация

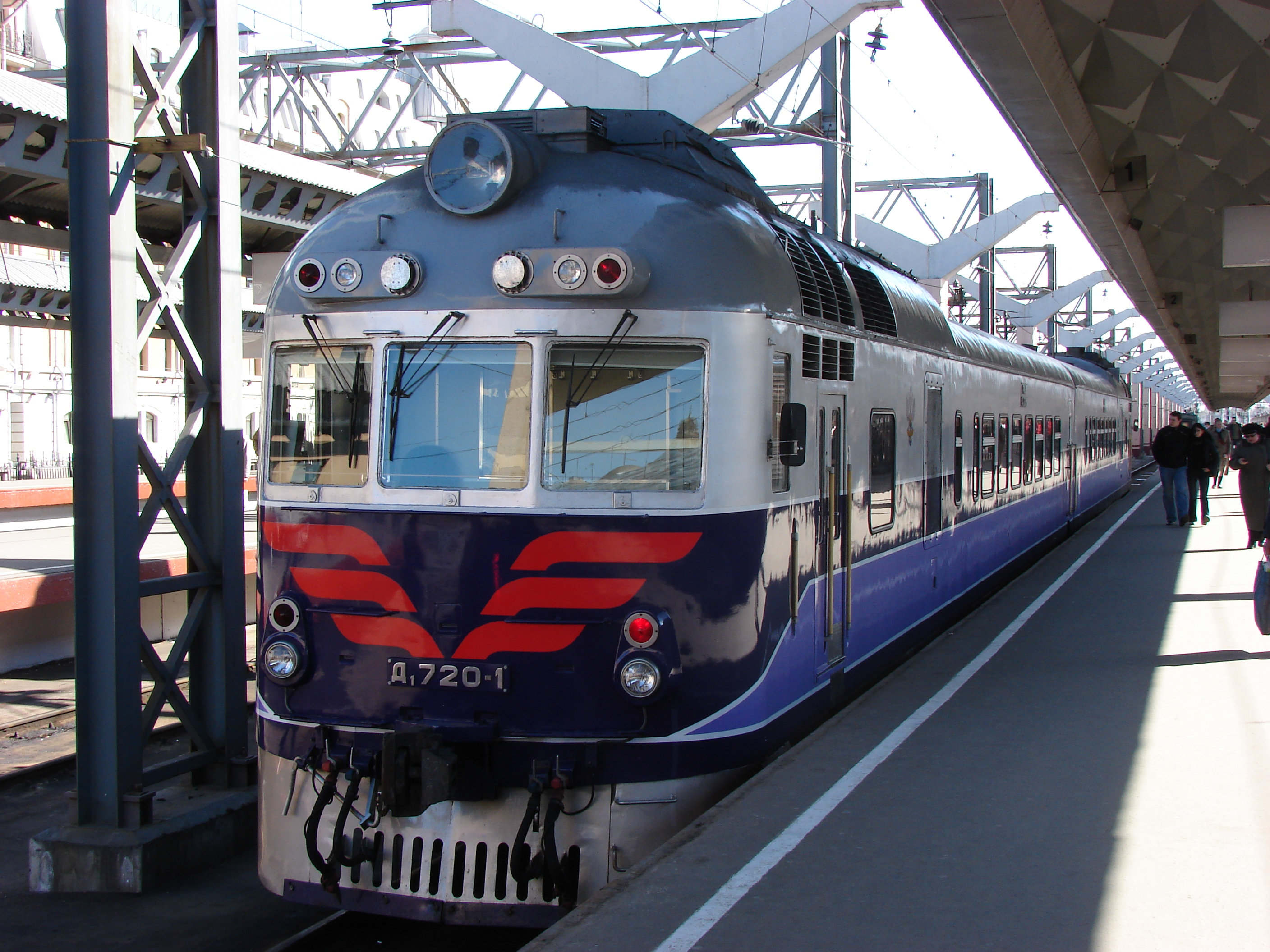
Д_{1}м-720 (служебное исполнение)

### Д1м (Россия)
В 1995 году по проекту, получившему обозначение ДП256, на Великолукском локомотивовагоноремонтном заводе был модернизирован первый дизель-поезд, которым был Д1-728. При модернизации использовались дизельные двигатели М773А (12ЧН18/20) завода «Звезда», а также гидродинамическая передача Калужского завода. Последняя не была унифицирована с моторной тележкой дизель-поезда в достаточной степени, в связи с чем не совсем вписывалась в её геометрию. Недостаточная надёжность конструкции муфты приводила к её разрушению в процессе работы; Калужским заводом было изготовлено три альтернативных варианта, однако они также оказались неработоспособными; в итоге муфта была изготовлена на заводе «Звезда». В качестве основного кардана применили удлинённый вариант от тепловоза ТГМ3.

### D1M (Молдова)

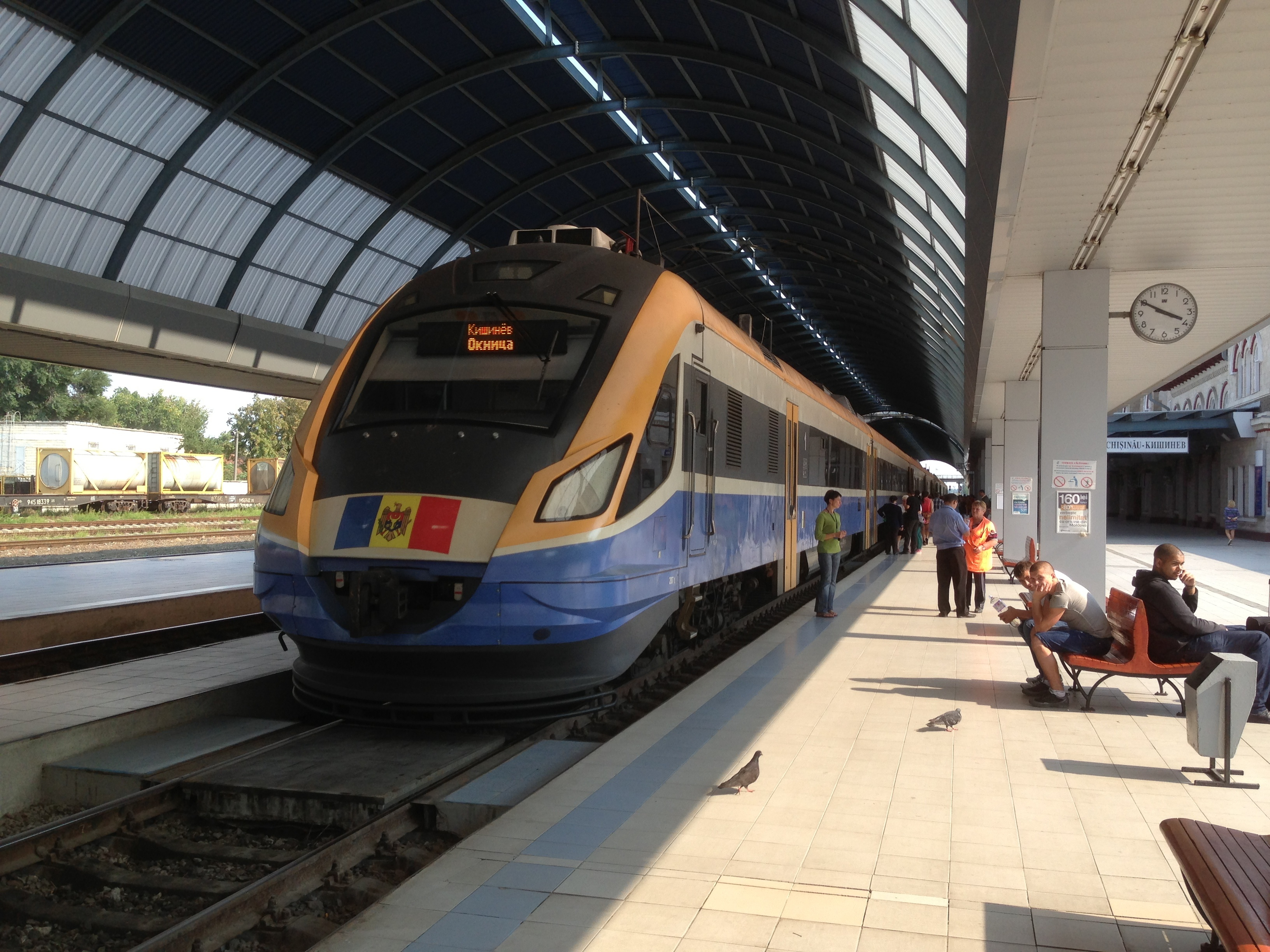
D1M

Дизель-поезда Д1 составляли основную часть парка моторвагонного подвижного состава железных дорог Молдовы. К началу 2010-х годов срок службы многих дизель-поездов превысил 30 лет, в связи с чем перед государственным предприятием встал вопрос о необходимости обновления парка пригородных поездов. Поскольку средств на закупку новой техники не было предусмотрено, в целях экономии было решено провести глубокую модернизацию имевшегося парка дизель-поездов Д1. Заказ на модернизацию был выдан румынскому локомотиворемонтному заводу Remar, стоимость модернизации одного поезда согласно контракту составила 2,353 миллиона евро.
В качестве силовой установки применён дизельный двигатель Volvo Penta типа TAD1662VE. Дизельный двигатель TAD1662VE — четырёхтактный шестицилиндровый с рядным вертикальным расположением цилиндров. Номинальная мощность составляет 700 л. с. (515 кВт). Диаметр цилиндров — 144 мм, ход поршня — 165 мм. Объём двигателя — 16,12 л..
Также на дизель-поезд устанавливалась передача типа H82-10, генераторы MarelliMotori MJB 225 LA4, двигатель Volvo Penta TAD532GE, генератор LA-532 мощностью 132 кВА.

### Автомотрисы
В 1990-х годах в Украине, Молдове и России несколько моторных вагонов дизель-поездов Д1 были переделаны в служебные автомотрисы путем оборудования второй кабины управления вместо хвостового тамбура. У большинства таких автомотрис вторая кабина была взята от другого списанного и порезанного моторного вагона дизель-поезда и приварены взамен тамбура. У четырёх мотрис, модернизированных из головных вагонов поездов 603 и 605, вторая кабина управления оборудовалась на месте хвостового тамбура с сохранением кузова и не бралась от другого вагона, вместо этого заваривались боковые дверные проёмы тамбура, а в торцевой стене вместо межвагонного перехода оборудовались два лобовых стекла и устанавливались буферные фонари и прожектор. Известно как минимум о 17 модернизироаанных вагонах, из которых девять эксплуатировалось в Украине (вагоны 376-3, 380-3, 396-3, 436-1, 483-3, 562 (номер вагона точно неизвестен), 575-3, 598-1, 610-3), семь в Молдове (603-1, 603-3, 605-1, 605-3 с плоскими кабинами и 624-3, 651-3, 771-1 с приваренными кабинами) и одна в России (598-1).

## Сохранённые дизель-поезда
Поскольку в состав поезда входят вагоны только двух типов, то для достаточно полного представления для истории можно сохранять один моторный в паре с прицепным, то есть одну секцию от четырёхвагонного поезда. Подобным образом представлен дизель-поезд Д1−538 в Москве. Наиболее полный вариант состава сохранился в Вильнюсе (Д1−593 сохранён почти полностью — исключён только один прицепной вагон). В большинстве случаев ограничивались одним моторным вагоном.
Известно как минимум о семи дизель-поездах Д1, вагоны которых были сохранены для истории:
- Д1−457 (моторный вагон Д1−457-3) передан на площадку Здолбуновского железнодорожного транспортного лицея (Украина) 26 апреля 2012 года; окраска: серый верх и синий низ;
- Д1−538 (моторный вагон Д1−538-1 и прицепной Д1−538-2) передан в музей истории железнодорожной техники Московской железной дороги (экспозиция на Рижском вокзале в Москве) в мае 2007 года; окраска: жёлтый верх и красный низ;
- Д1−590 (моторный вагон Д1−590-1) передан в железнодорожный музей Калининграда весной 2012 года; окраска: синий с белой полосой под окнами;
- Д1−593 (моторные вагоны Д1−593-1, Д1−593-3 и прицепной Д1−593-4) передан в железнодорожный музей Вильнюса в 2011 году; старая окраска LG (красный верх, жёлтый низ) изменена на сложную, красно-сине-белую);
- Д1−719 (вагон Д1−719-3) передан в 2002 году в Музей Октябрьской железной дороги (переименован в Музей железных дорог России). Изначально был в экспозиции на Варшавском вокзале. После переноса экспозиции размещён в здании бывшего локомотивного депо Петергофской железной дороги у Балтийского вокзала Санкт-Петербурга. Окраска: жёлтый верх и красный низ;
- Д1−720 (Д1м−720) передан в Центральный музей железнодорожного транспорта Российской Федерации (на площадку базы запаса Лебяжье);
- Д1−749 (вагон Д1−749-1) передан в Екатеринбургский музей железнодорожного транспорта (на станции Екатеринбург-Сортировочный) в июне 2013 года; окраска: синий верх и низ, светло-серый посередине (по окнам).

Помимо полностью сохранённых вагонов, в Музее истории Молдавской железной дороги установлена кабина моторного вагона Д1−652-1.

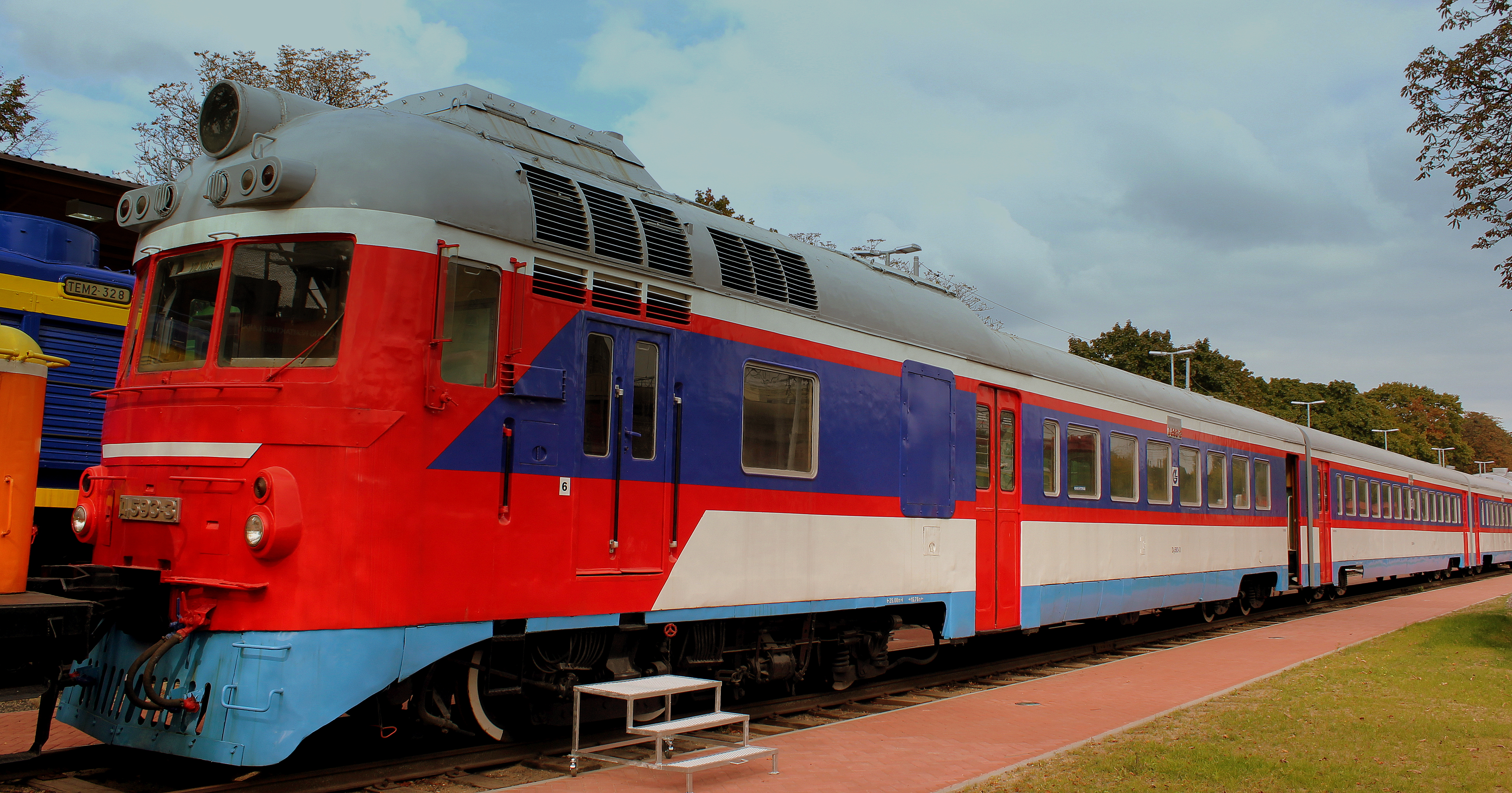
Д1-593 в Вильнюсе
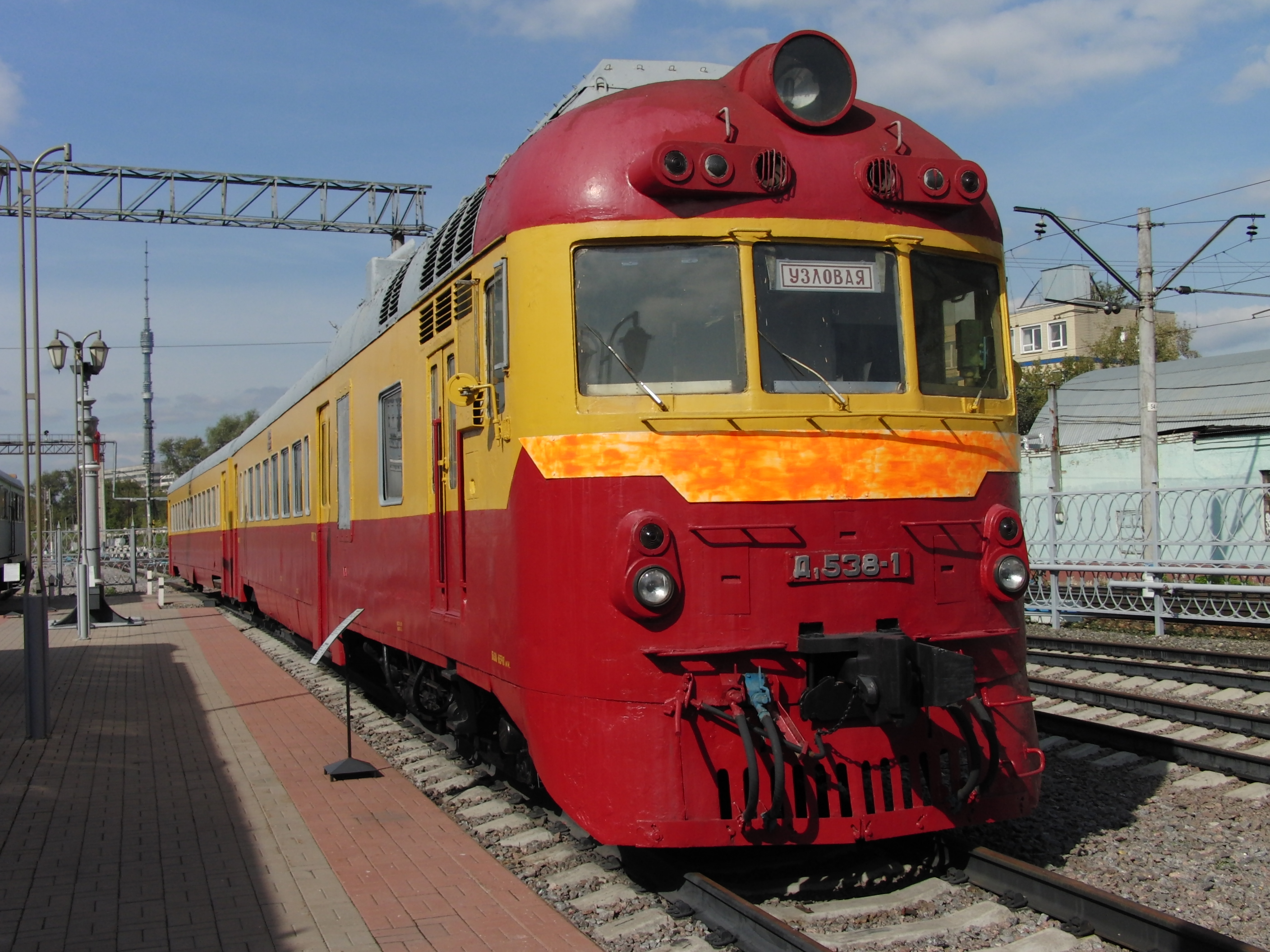
Головной вагон Д1-538-1 с прицепным Д1-538-2 в Москве
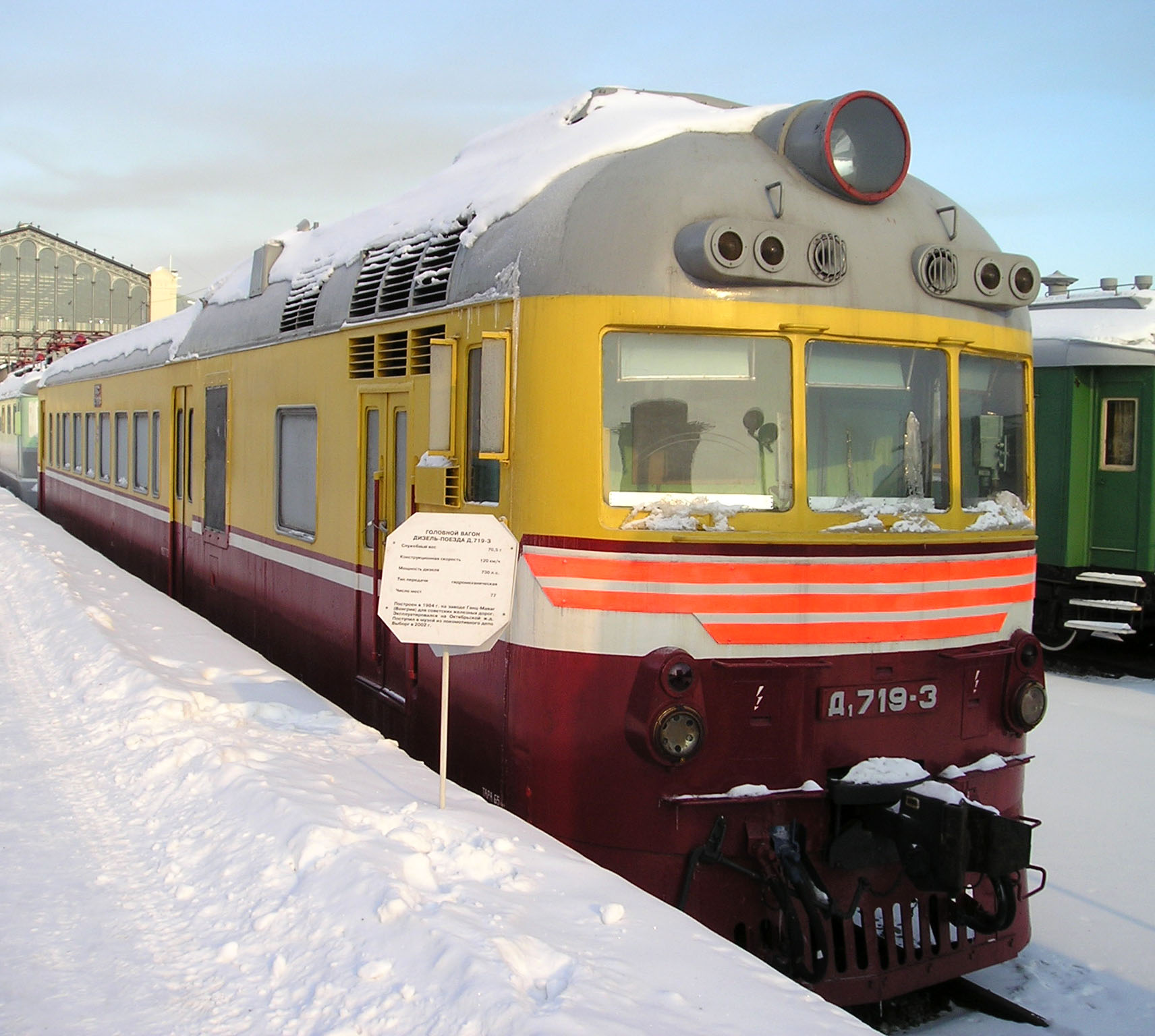
Головной вагон Д1-719-3 в Санкт-Петербурге

## В популярной культуре
Дизель-поезд Д1 получил широкое распространение на сети железных дорог, при этом зарекомендовав себя как надёжная машина. Неудивительно, что под разными номерами его нередко можно встретить в компьютерных играх-симуляторах (Trainz и тому подобное). Д1 пользуется популярностью на различных фото- и видеогалереях, посвящённых рельсовому транспорту.
Одному составу досталась эпизодическая роль в советском фильме «Поезд вне расписания» (режиссёр Александр Гришин, 1985). Съёмки проводились на Молдавской железной дороге. Когда действие фильма переносится непосредственно на железную дорогу, на экране возникает панорамное изображение станции. В этот момент на дальнем плане можно разглядеть дизель-поезд Д1 в тёмно-красной окраске.
В фильме «Безымянная звезда» (СССР, 1978), в эпизоде проследования так называемого «дизель-электропоезда Бухарест — Синая» мимо восторженной вокзальной толпы, в качестве антуража видны боковые стенки и окна вагонов дизель-поезда Д1.
В фильме По улицам комод водили сюжет «На волоске» — о пожилом пассажире пригородного поезда, который размечтался о встречах с девушкой, сидящей напротив него. А она под напором его взгляда решила уступить ему место. Сюжет снять в вагоне Д1-622-3. Любопытно то, что по сюжету - действие происходит в Ленинградкой области, а именно на выборгском направлении, где в как правило курсируют электропоезда. Более того вид транспорта за кадром объявлен как электропоезд. А на самом-то деле события происходят в вагоне дизель-поезда Одесской железной дороги. 
- Этот же дизель-поезд показан в кинофильме "Год Активного Солнца", снятого Одесской киностудией в 1982ом году, наряду с дизель-поездом Д1-243

В фильме Андрея Кравчука «Итальянец» (2005) главный герой фильма, Ваня Солнцев, совершает с воспитательницей побег из детдома в город на дизель-поезде Д1−747, один из последних находившихся в эксплуатации в депо Выборг поездов данной серии.
В фильме Василия Сигарёва «Жить» (2012) присутствует модернизированный дизель-поезд Д1 с пластиковыми скамейками в салоне и окнами-стеклопакетами (сцена с нападением хулиганов на неформала и позже сцена с пробегом его подруги через весь поезд). Съёмки фильма происходили в городе Суворове Тульской области в 2011—2012 годах. Как было сказано ранее, в 2013 году эксплуатация дизель-поездов Д1 на Московской железной дороге завершилась, то есть это был один из последних таких дизель-поездов на этой дороге.
В фильме Альгимантаса Кундялиса "Игра без козырей" (1981, Литовская киностудия) во второй части есть сцена, связанная с посадкой в дизель-поезд красного цвета Прибалтийской железной дороги. Поезд фрагментами был показан не только снаружи на вокзале и в пути, но и в интерьере - во время слежки следователя Григониса (актёр Борис Борисов) за фотографом-преступником Беньяминасом Маркевичюсом по прозвищу "Карбас" (литовский актёр Михаил Евдокимов). В кадрах отчётливо слышно гул от работы дизельных двигателей.

### Комментарии
1. ↑  Только отдельные трансграничные маршруты из Украины и ранее из России. В депо Белорусской ЖД поезда данной серии не эксплуатировались
2. ↑  В отдельных случаях, например, при ограниченности средств формирования текста, цифра 1 ставится без нижнего индекса (то есть Д1)
3. ↑  В данном случае осевые формулы приведены условно — в формате, близком к применяемому в СССР и России, поскольку советский формат не позволяет отображать наличие разных осей в одной тележке. Более точным является написание тех же формул в формате UIC

### Статьи
- Дизель неясного назначения. КоммерсантЪ-MD (25 июля 2012). Дата обращения: 11 декабря 2012. Архивировано 17 декабря 2012 года.
- Стефанович Э. А. Моторвагонные поезда Литовских железных дорог.
- Афанасенко А. Дизель-поезд Д1. Поезда Эстонии. Эстонское Железнодорожно-историческое Общество.
- Дунаев П. Дизель-поезда Д1. «Железные дороги Карельского перешейка» (2005).
- Фатеев Н. Д1М. История модернизации. «Железные дороги» (2007). Архивировано из оригинала 17 августа 2012 года.
- Музей на Рижском вокзале. Дизель-поезд Д1-538. ВОЛЖД (2015).

### Фотогалереи и базы приписки
- Список подвижного состава. Серия Д1. (фотографии и приписка). RailGallery.ru. Дата обращения: 17 февраля 2025.
- Список подвижного состава. Серия Д1. (фотографии и приписка). TrainPhoto.org.ua. Дата обращения: 8 апреля 2018.
- Фотогалерея поездов Д1. «Паровоз ИС».
- Фотогалерея поездов Д1. «Паровоз ИС».
- Фотогалерея поездов Д1. Train-Photo.Ru.